# 丰田凯美瑞
，舊稱為豐田冠美麗，是日本豐田汽車旗下的中型轎車車系，發展至今已延續超過40年，定位在同廠的豐田皇冠之下，於全球主要市場都有銷售，以北美、澳洲和部分亚洲市場銷售成績最優異。

## 概要
Camry為豐田於1980年推出至今的一款全球策略型轎車，設計採用偏重舒適的中型家庭房車。其名源自日文「冠」（ - Kanmuri，意指尊貴與傑出）。開發目的是為應付緊湊型房車Corolla更上一層的消費市場，因此與Corolla相比有更氣派的造型與尺碼，也因而獲得更寬敞的乘坐空間。

### 衍生車型
- Camry Solara
- Camry Wagon

### 雙生車型
- Toyota Avalon/丰田亚洲龙
- 大發Altis

### 海外生產
- 北美

- 澳洲

- 南非

- 中华人民共和国（中国大陆）

广汽丰田汽车
- 印尼

- 马来西亚

- 菲律賓

- 中華民國（臺灣）

國瑞汽車
- 俄羅斯

## 歷史
歷代分法以日本國內版本為準，其他海外版本會因引進和生產問題而與日本版有所差別。

### 第一代（A40/A50，1979–1982）
1980年1月，豐田推出了第二代Celica的四門轎車版本，命名為「Celica Camry」，成了Camry最原始的版本。掛載1.6L 12T-U 、1.8L 13T-U、1.8L 3T-EU、2.0L 21R-U和2.0L 18R-GEU引擎，搭配4或5速手動變速器和3或4速自動變速器，採用前置後驅，是以Camry為名的車款中唯一採用該驅動方式的一款。最初推出的車型有1600LT、1600XT、1800LT、1800XT和1800XT，8月追加了1800SX、2000SE和2000GT三種車型。
由於本身屬於Celica車系的分支車款，所以部分人不認為該款算是Camry正式的第一代，不過仍算是起源的版本。

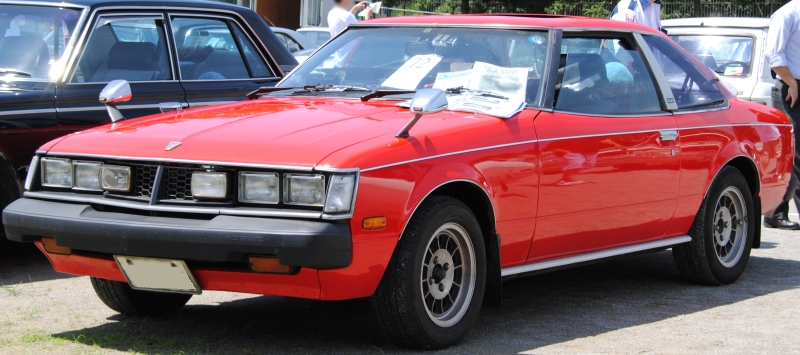
第二代Celica(A40/50)車頭
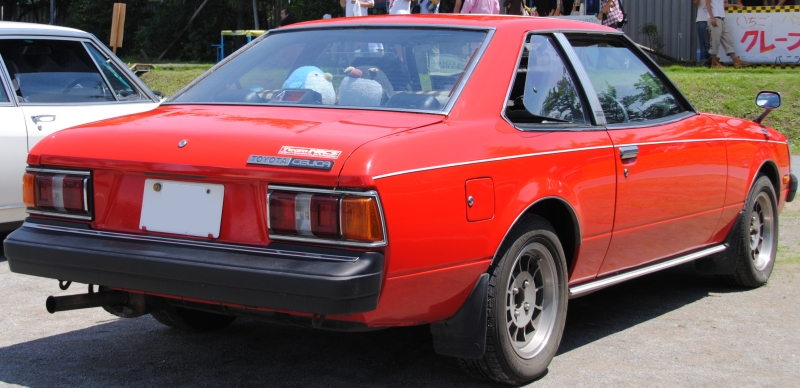
第二代Celica(A40/50)車尾

### 第二代（V10，1982–1986）
1982年3月，第一款正式以Camry為名的車款上市，同時車型開發也於Celica車系獨立出來，因此不少人認為該款才算真正的第一代Camry。前期掛載1.8L 1S-U引擎，搭配5速手動變速器，改採用前置前驅，增加了車室空間，成了日後Camry車系固定有的主要驅動方式。該款也由美國開始往世界各地輸出販售，按照美國法規採用角型四燈式尾燈，並增加五門掀背車的版本，一上市就立刻在北美獲得廣大迴響。7月追加有O/D檔的4速自動變速器。8月追加了掛載2.0L 2S-ELU引擎的版本。
1983年4月小改款，將後視鏡修改至前門上。8月追加了掛載1.8L 1C-TL渦輪增壓柴油引擎的版本。
1984年6月追加了掛載2.0L 3S-GELU高性能引擎的版本，並將1.8L的引擎由1S-U改成1S-iLU。
1985年得到Consumer's Digest（消費者文摘）「Most Trouble-Free Car in America」的殊榮和連續四年「Best Buys」。8月將柴油引擎的版本改掛載2.0L 2C-TL。

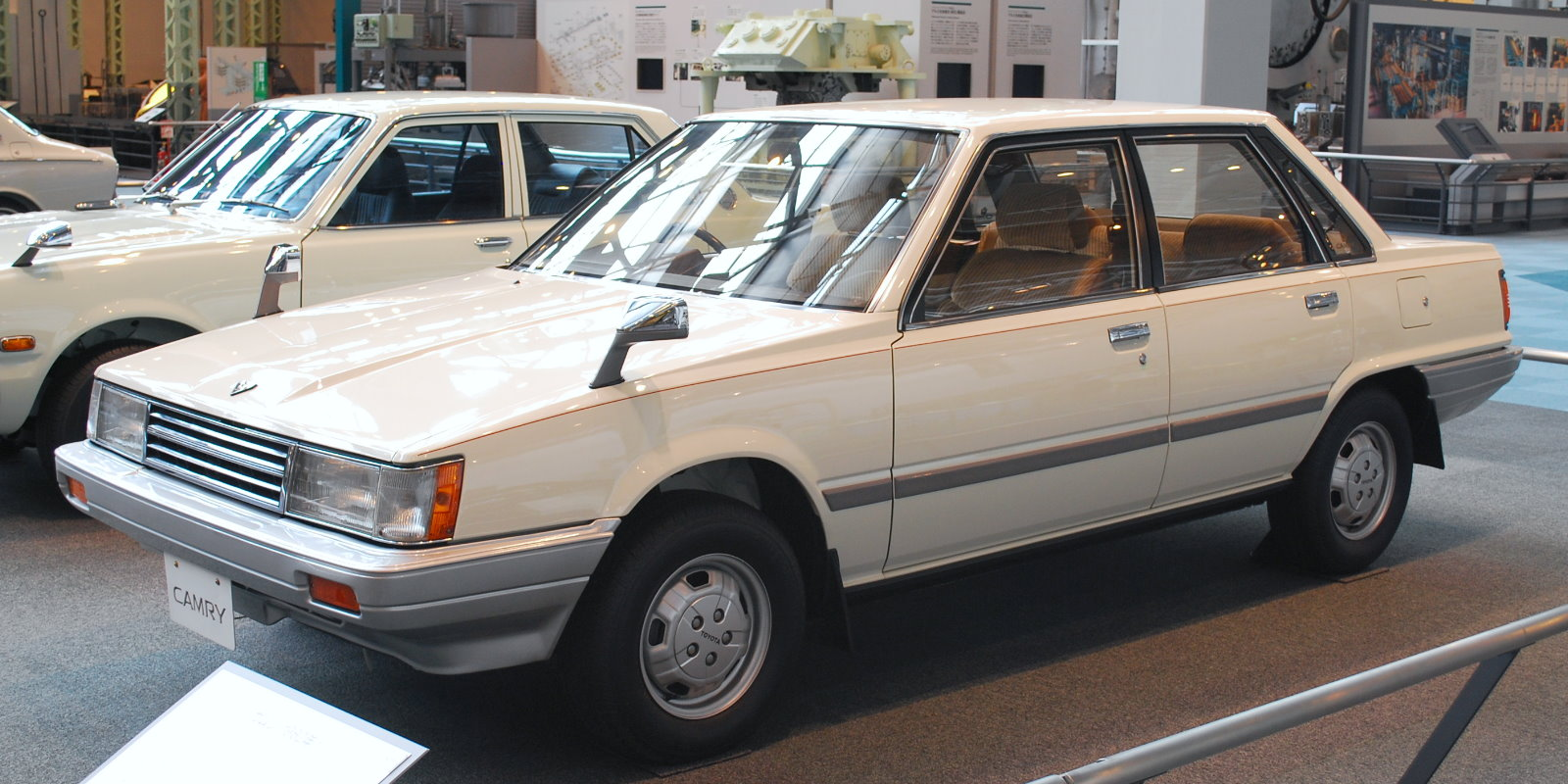
北美掀背版車頭
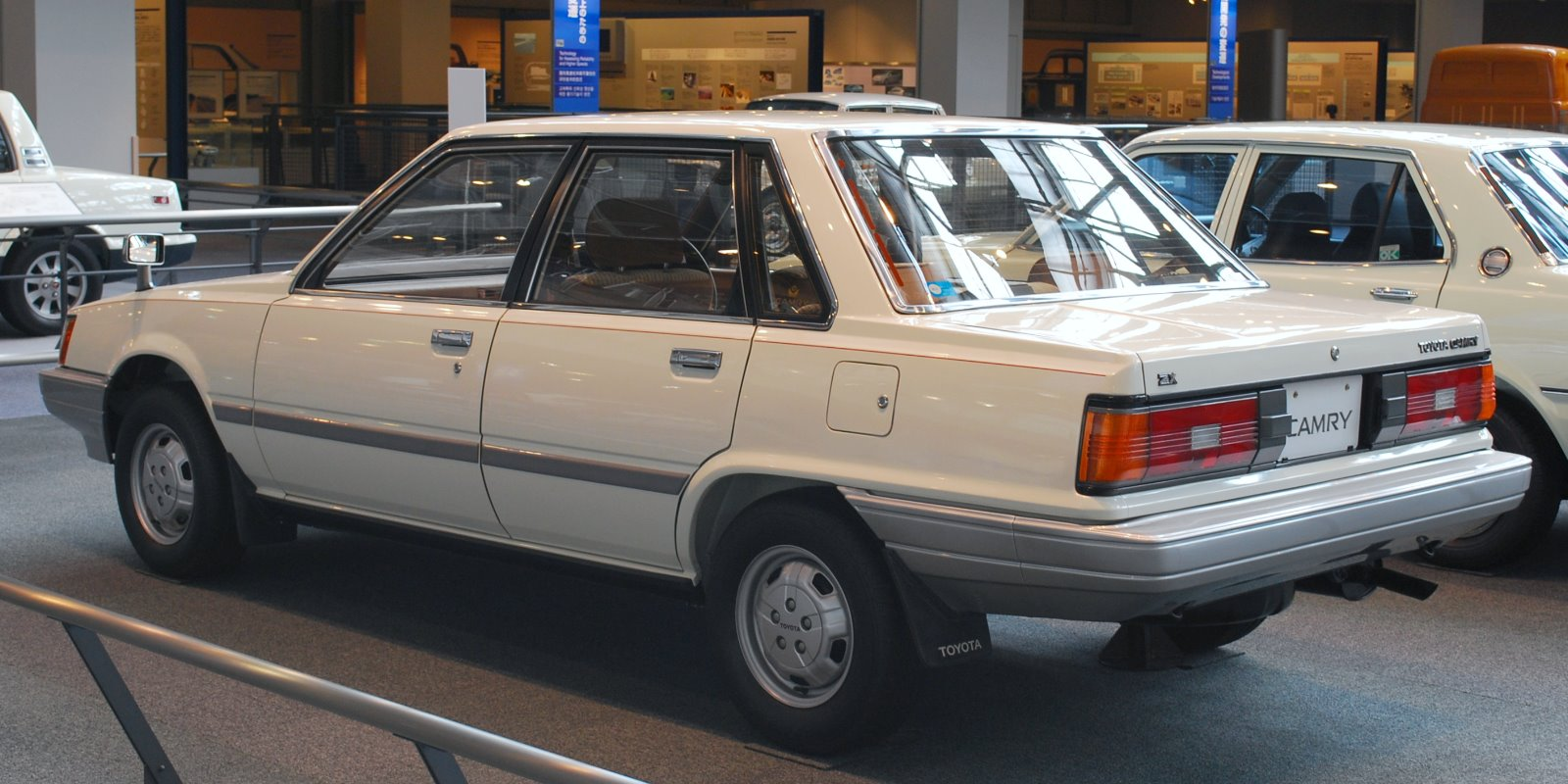
北美掀背版車尾
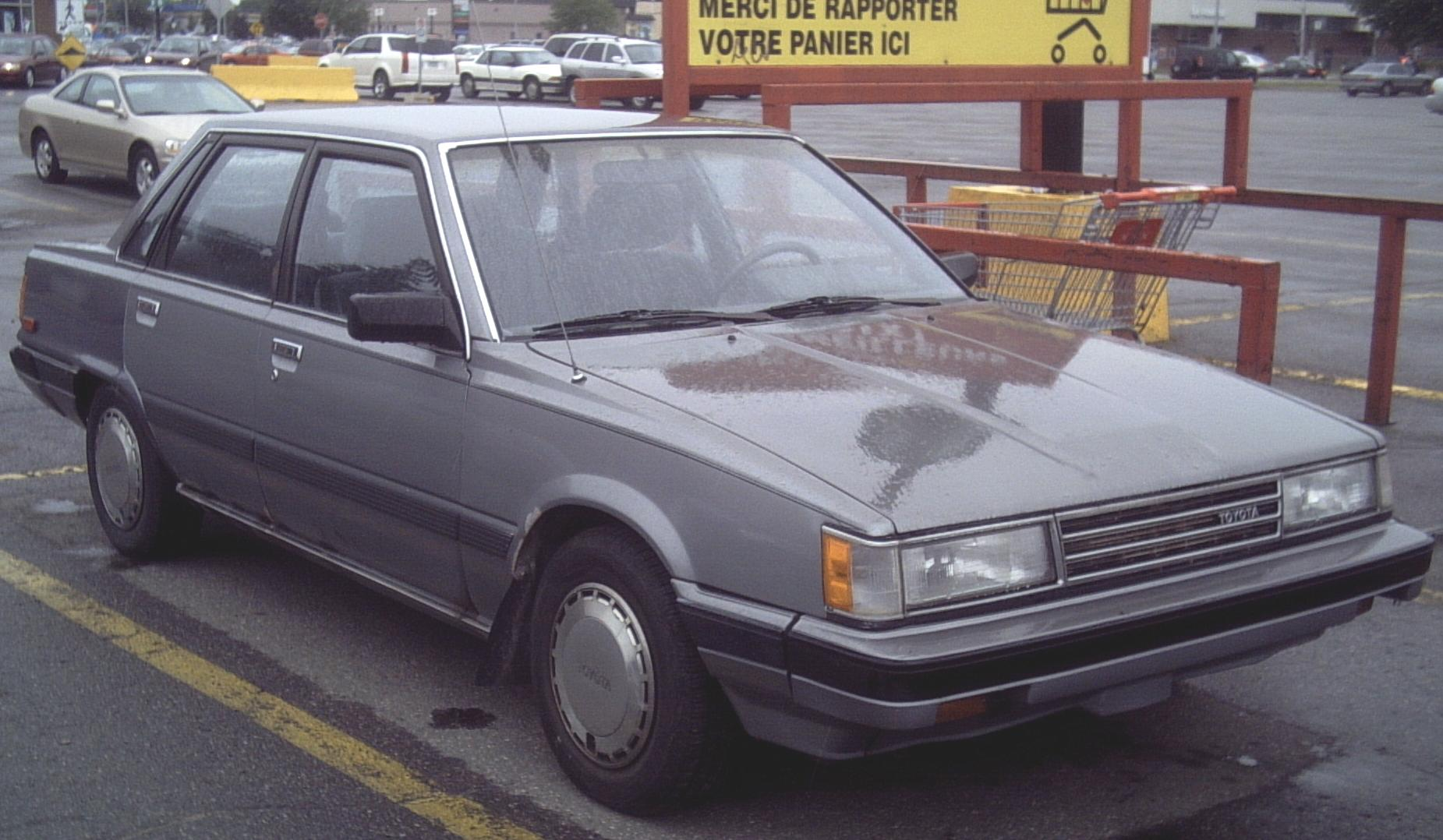
1983年小改款後

### 第三代（V20，1986–1992）
1986年8月，新一代Camry上市。歷經上一代的成功經驗，新一代朝向更寧靜、更舒適的目標邁進。前期掛載1.8L 1S-i、2.0L 3S-FE、2.0L 3S-GE和2.0L 2C-T引擎，最大馬力分別為86 hp(1S-i)和118 hp(3S-FE)，最大扭力為17.1 kgm(3S-FE)。搭配5速手動變速器或4速自動變速器，驅動方式維持採用前置前驅。配備上相較其他同廠車款增加不少當時的豪華設計，例如CD音響，車格提升不少。此外，設計、質感與安全配備均更加完美成熟。新一代海外市場一樣有銷售，並增添五門旅行車版本，當時堪稱豐田北美市場的旗艦車款。為達到最高的顧客滿意度導入ERA Sedan Concept(Emotional - 感性和Rational - 理性) ，兼具合理功能與心靈需求的發展重點。新一代Camry成功獲得更多的第3方單位認同，J.D Power & Associates頒給「Top Ten Models in Initial Quality」與「Best in Class」獎項，Family Circle更給予「Family Car of the Year」的評價。
1987年開始在澳洲墨爾本設廠生產，為Camry第一次由日本向海外輸出生產技術。4月首度導入新開發的2.0L 1VZ-FE引擎，最大馬力為140 ps/6000 rpm，最大扭力為17.7 kg･m/4600 rpm，因該引擎採用V6的汽缸排列方式，擁有更強勁的加速與絲綢般的運轉，提供卓越的乘坐品質。10月掛載3S-FE引擎手動變速器的車款首度追加四輪驅動的驅動方式，以應付雪地行駛的安全性。
1988年開始在美國肯塔基州設廠生產。8月改採用無B住化車體設計，四輪驅動款追加自動變速器版本，並將1.8L的引擎由1S-i改成4S-Fi，同時在北美市場開始推出了掛載2.5L 2VZ-FE引擎的LE版和雙生車款凌志ES250，最大馬力為158 hp，0~100公里時加速不到10秒。
1989年，豐田臺灣代理商和泰汽車開始進口Camry販售，受臺灣政府當時禁止日製車款引進的影響，和泰只好選擇改由美國組裝進口來迴避。繼Corolla之後，Camry已是當時和泰進口的第二個日系美製車款。在台上市後，氣派的造型和舒適的內裝，更有巡航定速、電動後視鏡、自動上肩安全帶等豪華配備，稱得上是高級進口房車。後期追加了2VZ-FE引擎的版本。

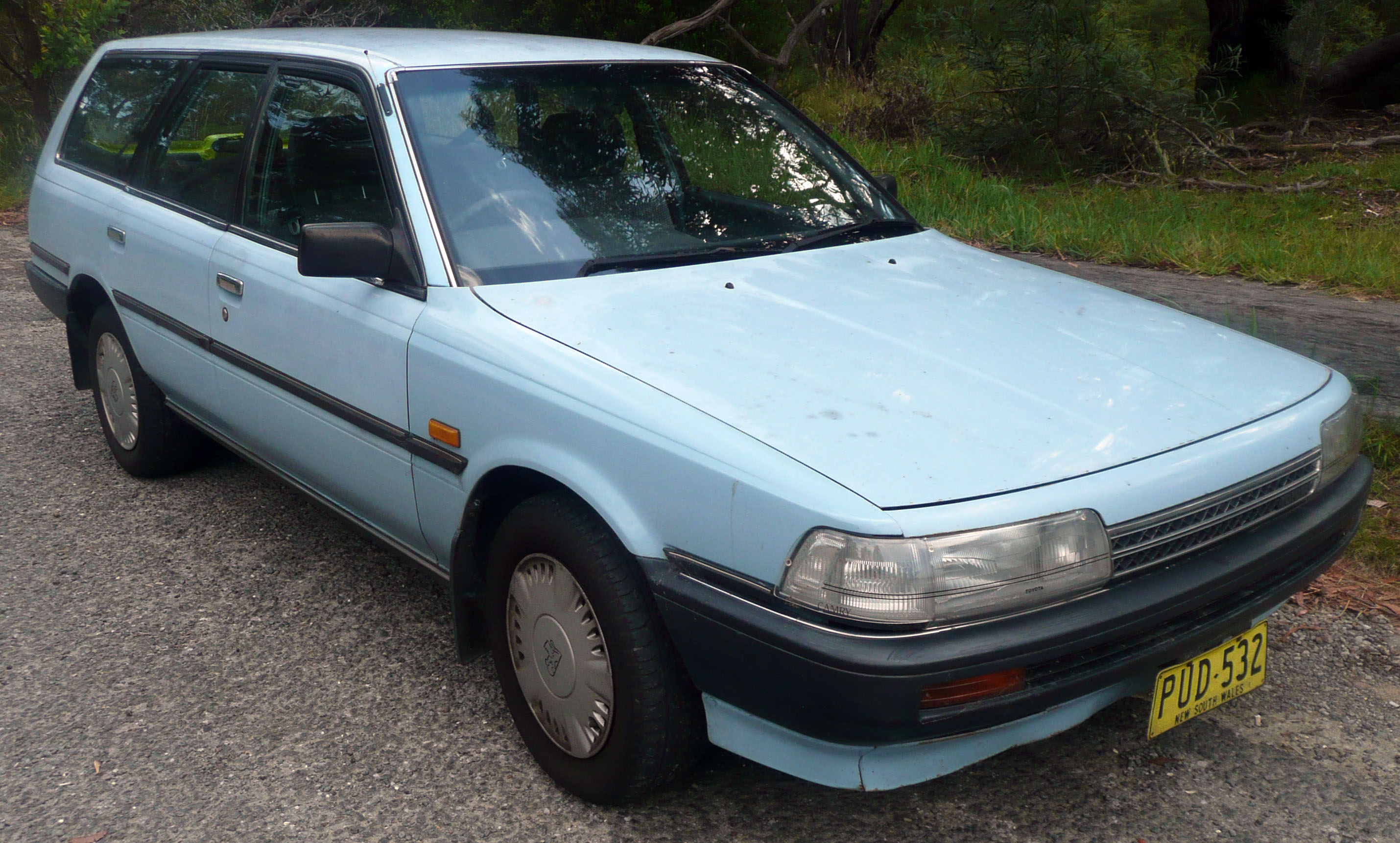
北美旅行車版車頭
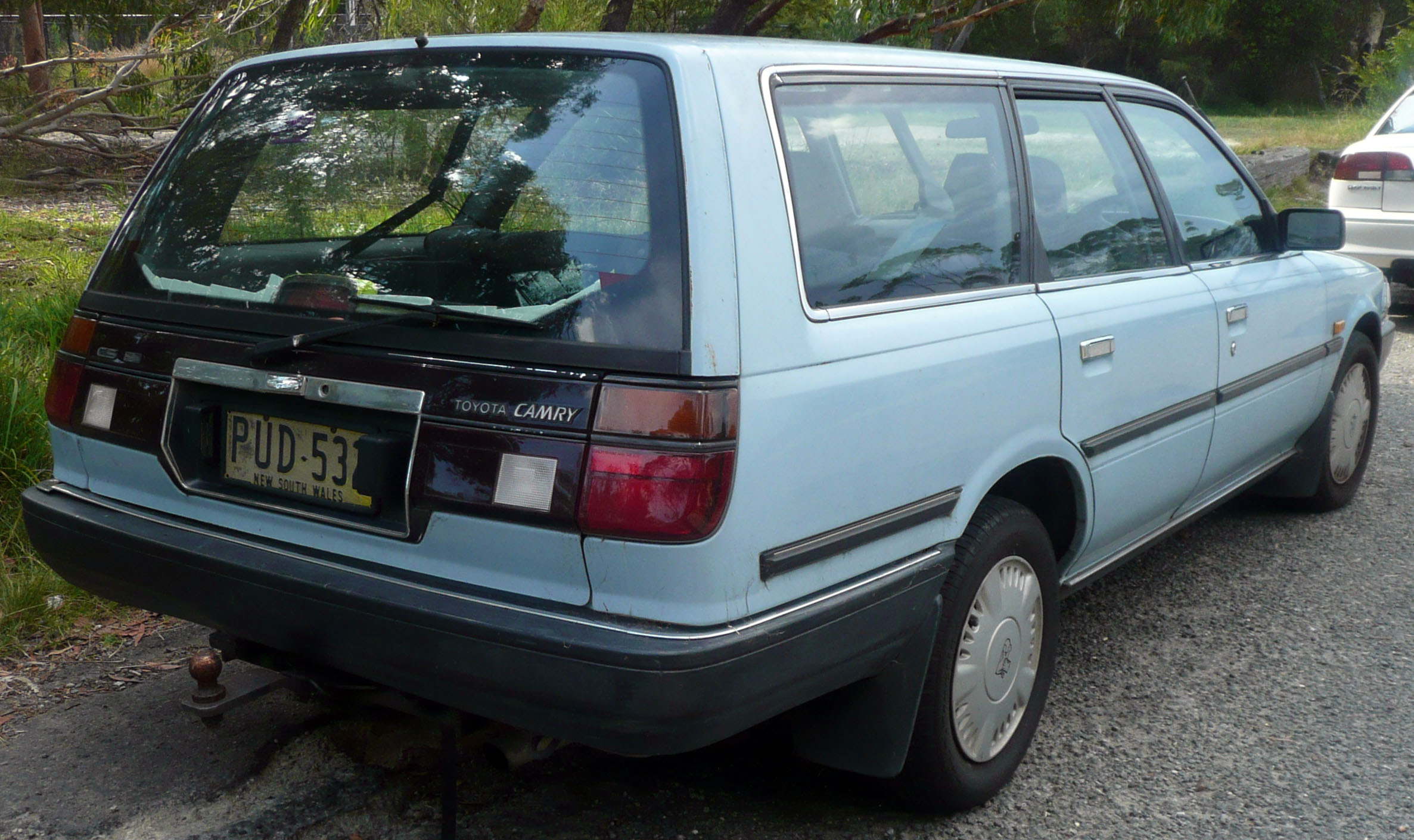
北美旅行車版車尾
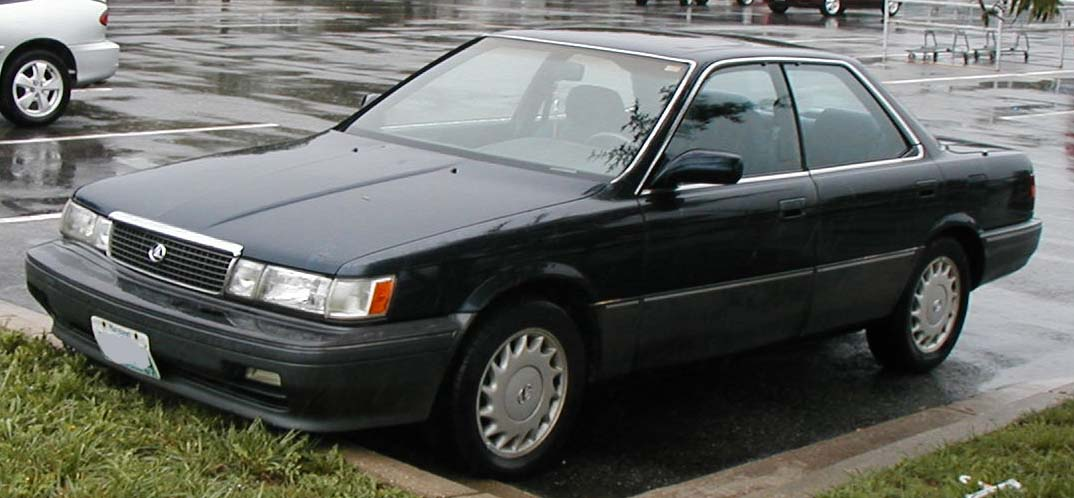
凌志ES250第一代車頭
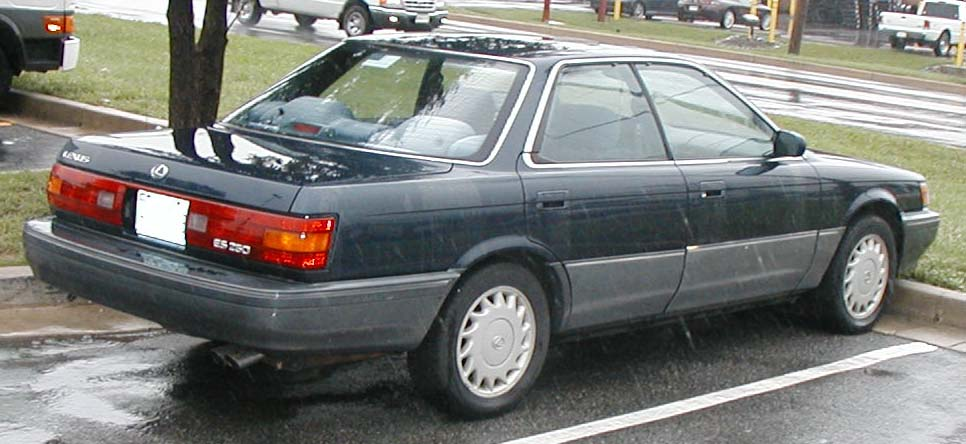
凌志ES250第一代車尾

### 第四代（V30，1990–1994）
1990年7月，第四代Camry上市。當時將該款的產品定位設定為日本國內專用車，因此日本Camry暫時不再與北美和澳洲等海外販售的版本通用。當時日本國內販售的版本前期掛載1.8L 4S-FE、2.0L 3S-FE、2.0L 3S-GE(GT版)、2.0L 1VZ-FE V6和2.0L 2C-T引擎，依舊搭配5速手動變速器或4速自動變速器，驅動方式採用前置前驅或四輪驅動，前置前驅版本還供應4WS四輪轉向的設計。開發期間正逢日本泡沫經濟，因此導入了許多奢侈的內外裝配備。
1991年北美和澳洲等海外市場販售的全新一代Camry上市，開發代號改為XV10，與日本版最大的差異在於車身尺碼由緊湊型擴大為中型。5月追加了2.5L 4VZ-FE引擎的版本。而在紐西蘭販售的版本，則是採用日本版V30的設計，但卻是在澳洲的產線生產，且掛載的也是海外版才有的3.0L V6引擎，為當時Camry海外市場中最獨特的版本
1992年6月去掉掛載3S-GE和1VZ-FE引擎的版本。
1993年紐西蘭增加掛載2.2L 5S-FE引擎的版本。

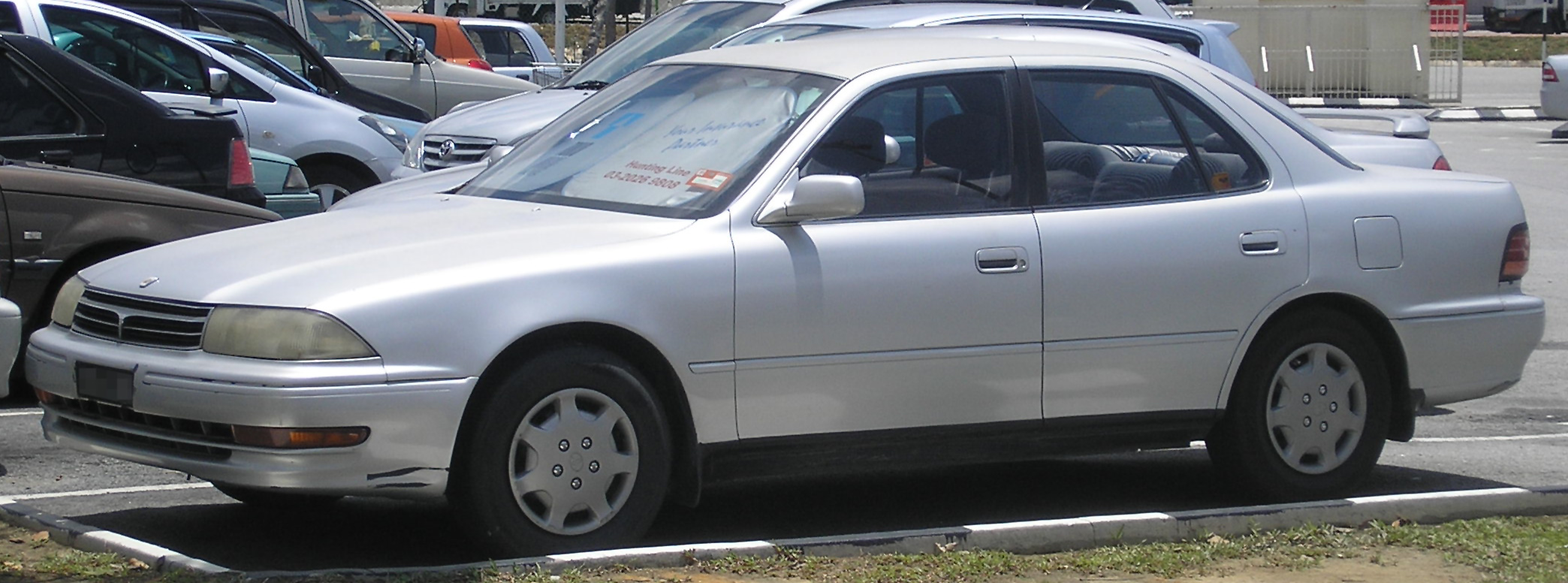
海外版(XV10)車頭
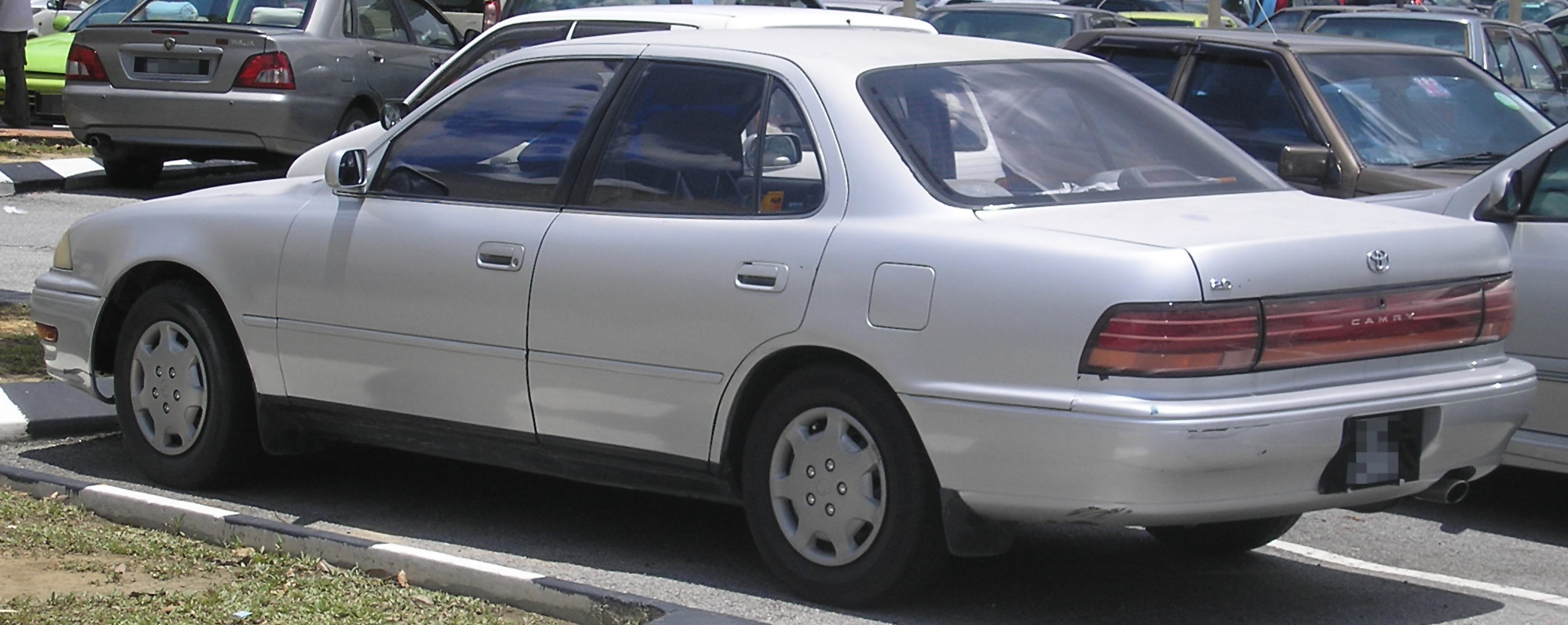
海外版(XV10)車尾

### 第五代（V40，1994–1998）
1994年7月上市，受泡沫經濟崩壞的影響，第五代Camry開發時便有與海外版通用的趨勢，尺碼上車高也提升較接近150公分，且配備也較上一代樸素了很多。掛載1.8L 4S-FE、2.0L 3S-FE和2.2L 3C-T引擎，搭配5速手動變速器或4速自動變速器，驅動方式維持採用前置前驅或四輪驅動(3S-FE和後期3C-T)。
1996年6月提升安全配備，將防鎖死煞車系統(ABS)和氣囊(SRS)為標準配備。
1998年不符成本效益的國內專用車設計無法再維持設計獨立的第五代Camry，終於該年宣布停產並改本為海外專用的XV20型販售。

### 日本海外版XV10型（XV10，1991–1996）
Camry海內外版本通用曾在1991年暫停，在1990年中日本第四代版本V30推出時，美澳等地仍沿用V20販售一陣子。
1991年，北美地區開始生產並販售新的Camry海外版。新的Camry海外版開發代號改為XV10，與日本的第四代版本V30相比最大的差異在於尺碼擴大。V30長度最長為4,670 mm，寬度為1,695 mm，而XV10長度為4,770 mm，寬度為1,770 mm，雖然變幅不算很大，但已足以從緊湊型轎車升級為中型轎車。Camry海外版在日本被稱為Scepter。Camry海外版前期掛載2.2L 5S-FE和3.0L 3VZ-FE引擎，最大馬力分別為130 hp(5S-FE)和185 hp(3VZ-FE)，最大扭力為19.7 kgm(5S-FE)、26.4 kgm(3VZ-FE)。搭配智慧型4速自動變速器。外觀上由方正的輪廓改採用流線圓潤的曲面與線條。配備上增配氣囊提高安全指數。同樣維持有四門轎車和五門旅行車的版本，同時，為了應付主要競爭對手之一Honda Accord推出coupé雙門轎跑車版本，Camry海外版亦開始用該底盤打造雙門轎跑版本，也就是未來Camry Solara的前身。新的Camry海外版被汽車雜誌Car and Driver列為「Ten Best Cars」。
1992年，南非德爾班地區開始生產新的Camry海外版，主要販售至納米比亞、波札那和辛巴威等國家。同年，豐田臺灣代理商和泰汽車持續進口美規版Camry販售，5S-FE和3VZ-FE引擎的版本皆有引進，並有不錯的銷售成績。
1993年，澳洲地區也開始生產新的Camry海外版，其中V6引擎的版本以「Camry Vienta」為名販售，成了1995年Vienta的前身，同時負責生產紐西蘭販售的版本，但其車體屬於日本版的V30。
1994年，3.0L版引擎由3VZ-FE改為1MZ-FE，該引擎為當時少見的新式鋁合金引擎，最大馬力提升為190 hp，最大扭力提升為27.5 kgm。

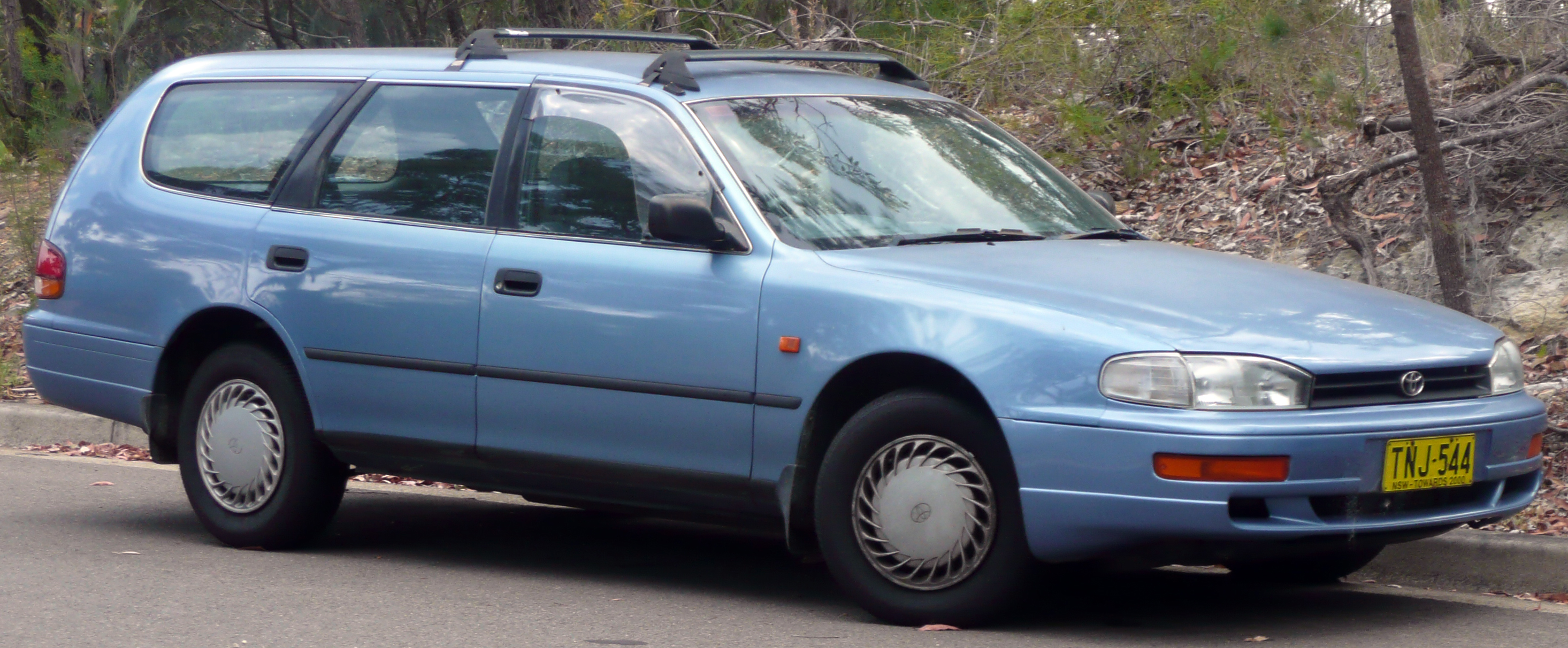
旅行車版車頭
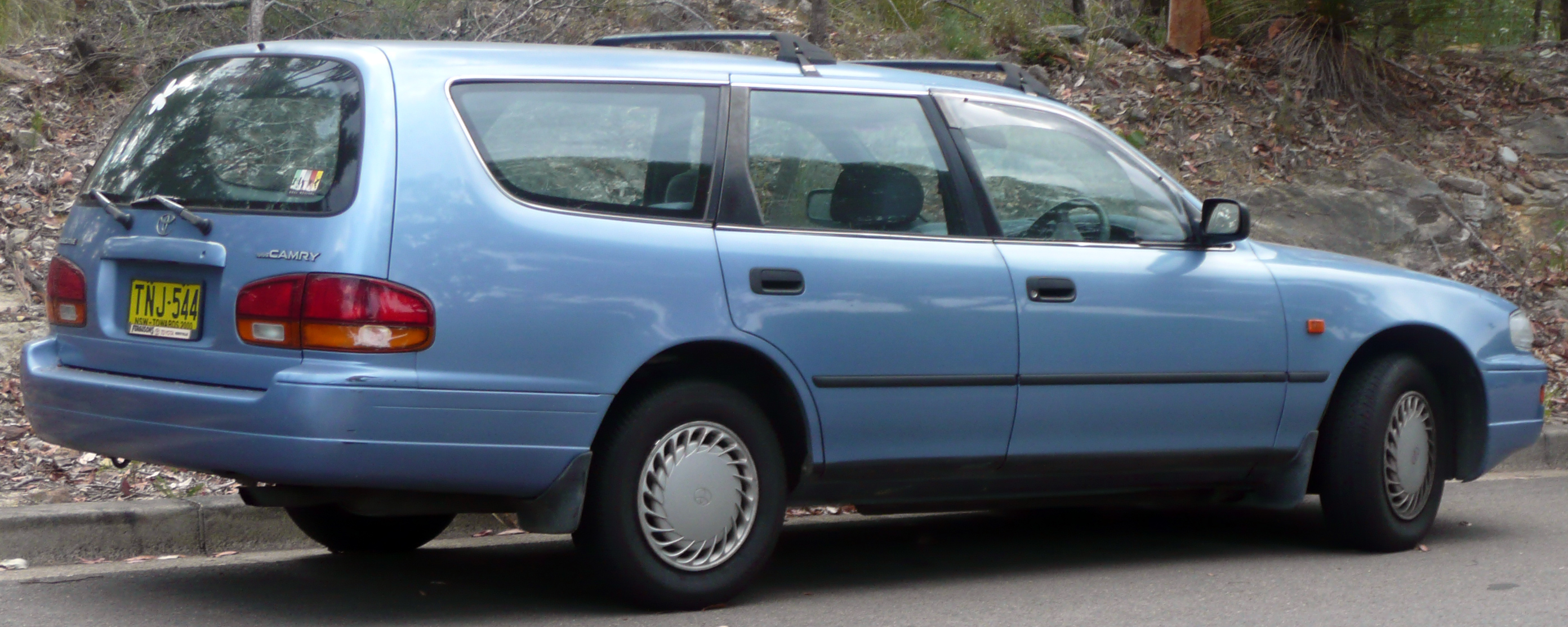
旅行車版車尾
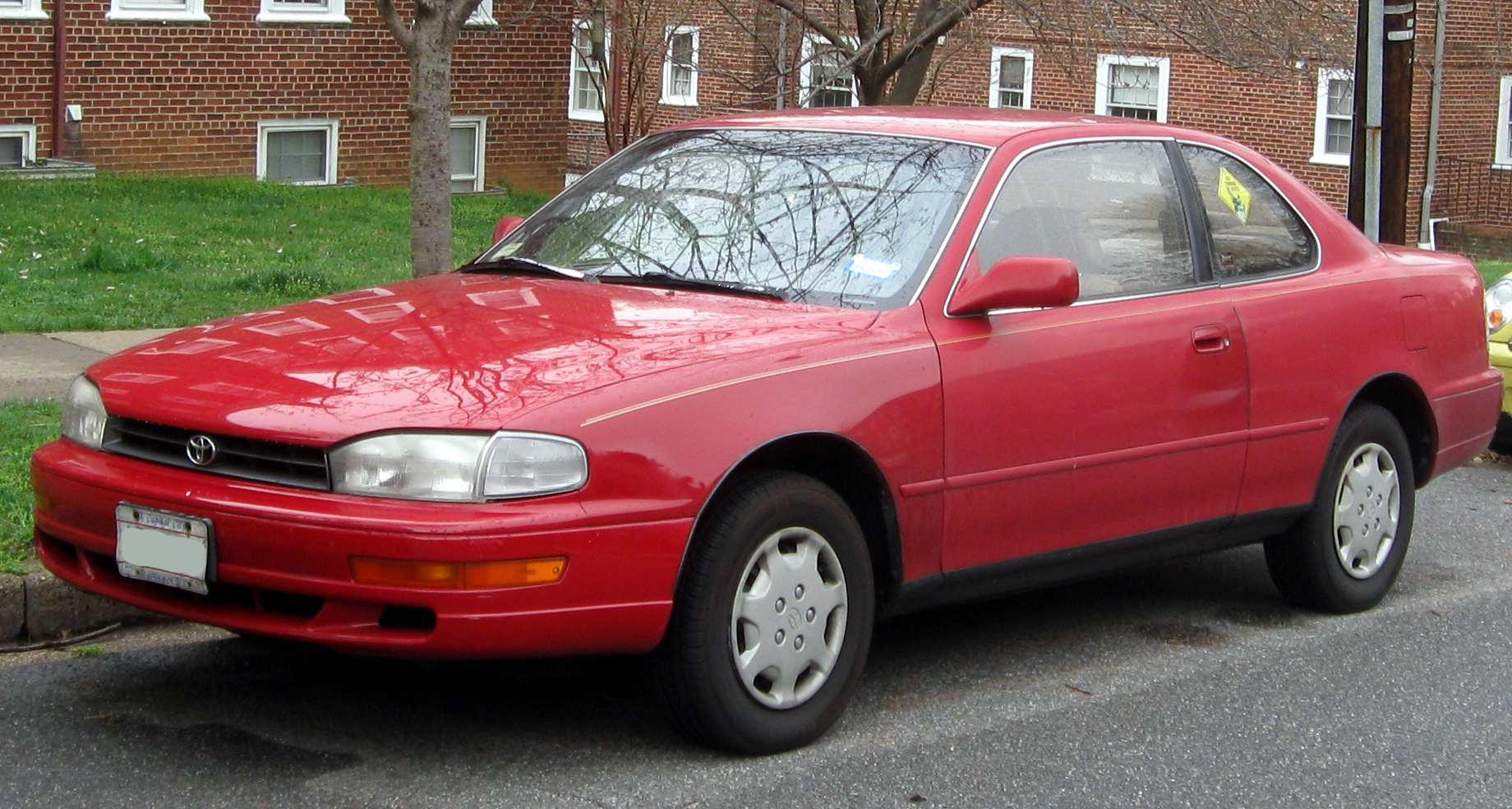
雙門轎跑版

### 第六代（XV20，1996–2002）
1996年12月開始，豐田在日本V40版退出市場前推出海內外通用的新版Camry，在日本國內先以「Camry Gracia」為名販售，開發代號為XV20，規格等級維持海外版XV10的中型轎車並進一步加大尺碼，而屬於緊湊型轎車的V40版則持續在日本販售至1998年。新版Camry掛載2.2公升5S-FE、2.5公升2MZ-FE和3.0公升1MZ-FE(限海外)引擎，最大馬力分別為133 hp(5S-FE)和192 hp(1MZ-FE)。搭配5速手動變速器或4速自動變速器，驅動方式採用前置前驅或四輪驅動。首度採用GOA安全車體結構。維持四門轎車與五門旅行車販售的型式。新版Camry除了海內外版本通用外，其零件與設計也與許多豐田旗下車款如Corolla與Estima/Previa共用，大幅減少開發與生產成本。XV20版超過一百個國家販售，北美上市後連續四年在乘用車市場銷售第一，獲得「Total Quality Award-Compact Car」、「A Best Overall Value in Midsize Class」和「Best Picks for Safety」等多項殊榮，豐田臺灣代理商和泰汽車同樣在該年進口新的美規版Camry販售，引進5S-FE和1MZ-FE引擎版本，販售至2002年為止。
1998年，先前於海外推出的雙門轎跑車版以Camry Solara為名獨立販售。同年日本V40版停產，證實國內專用車的計劃幻滅，Camry終於回歸日本海內外版本通用的全球策略車型態。
1999年8月，以Camry Gracia為名在日本國內販售的XV20版改回正名Camry。

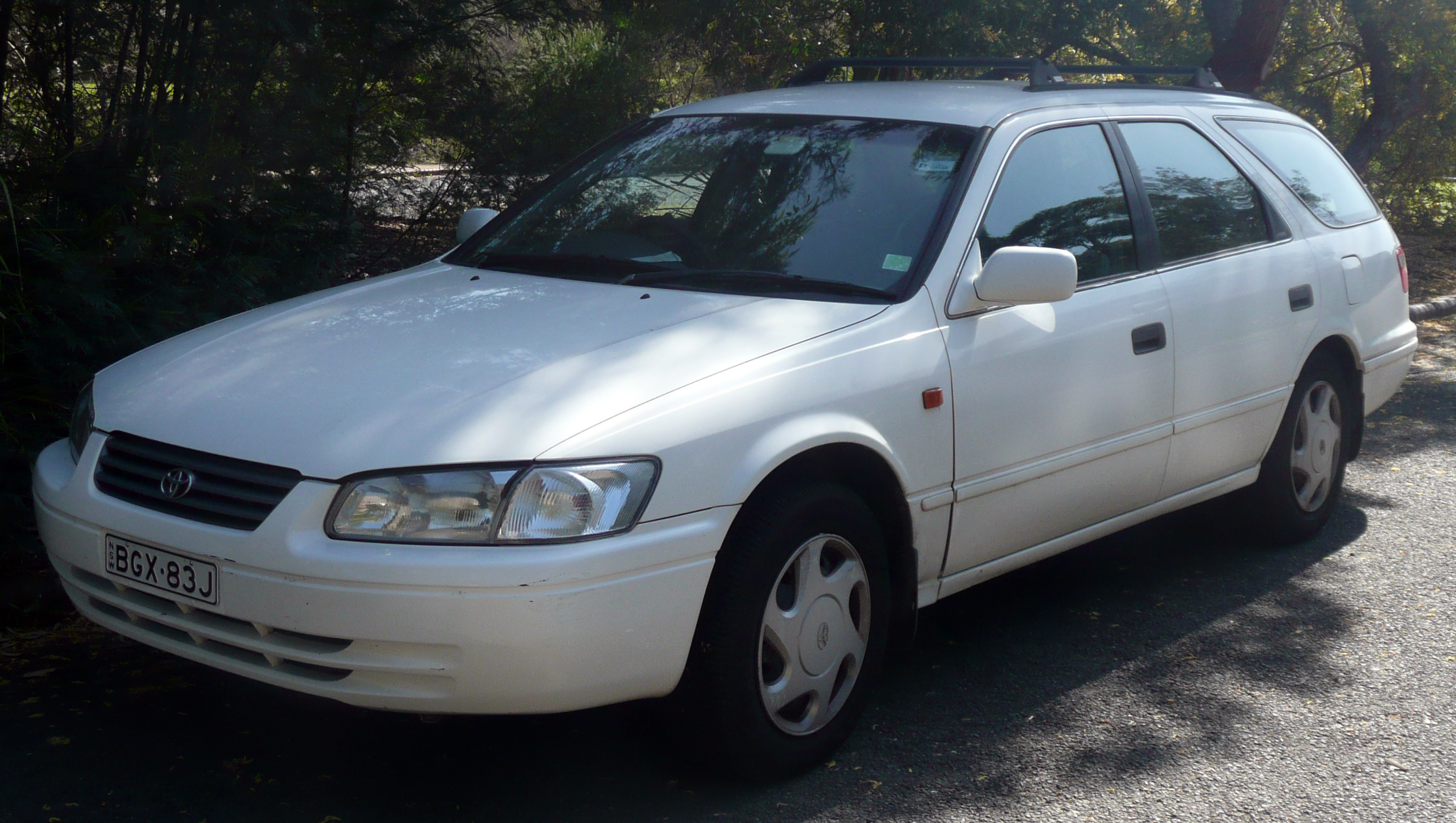
旅行車版車頭
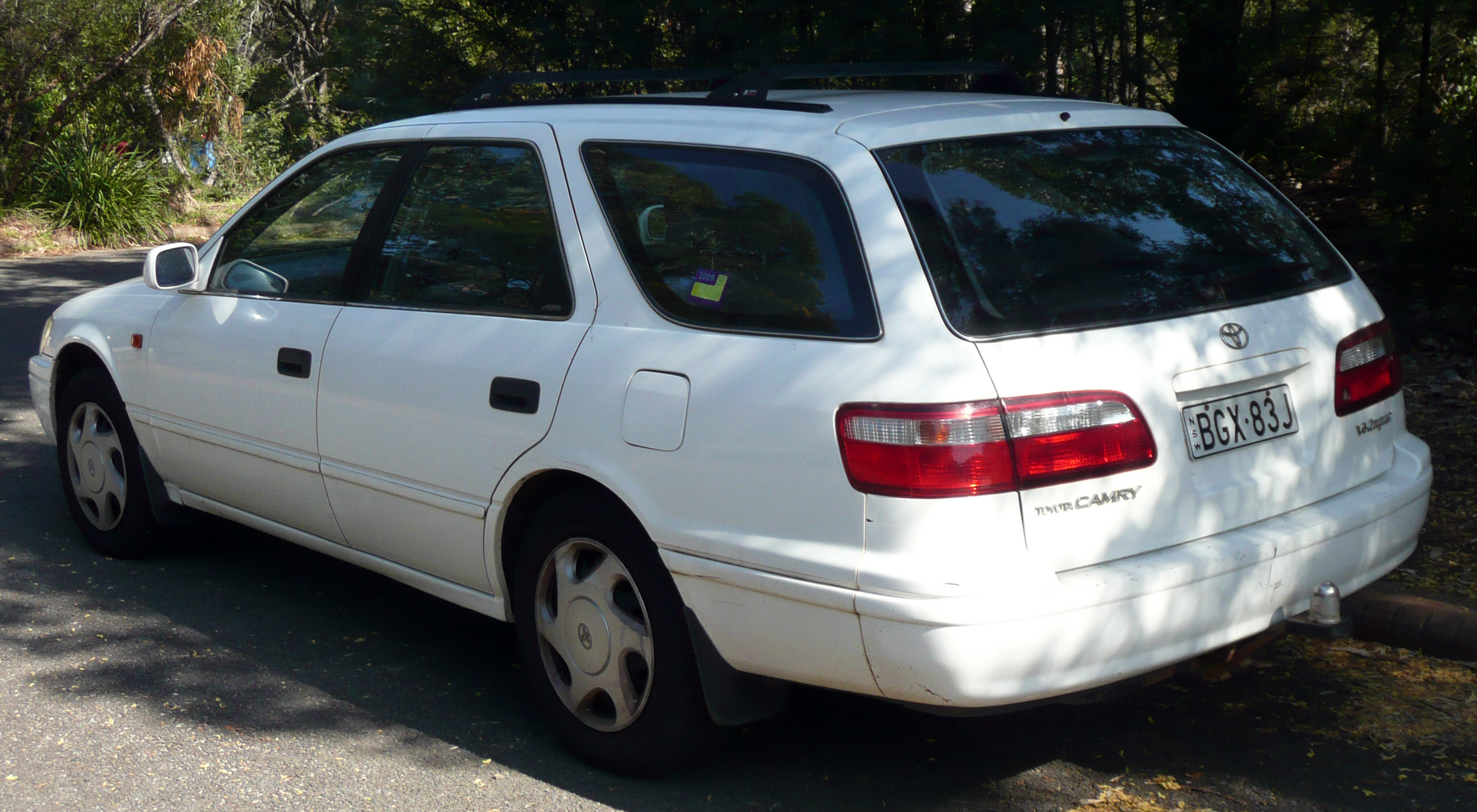
旅行車版車尾
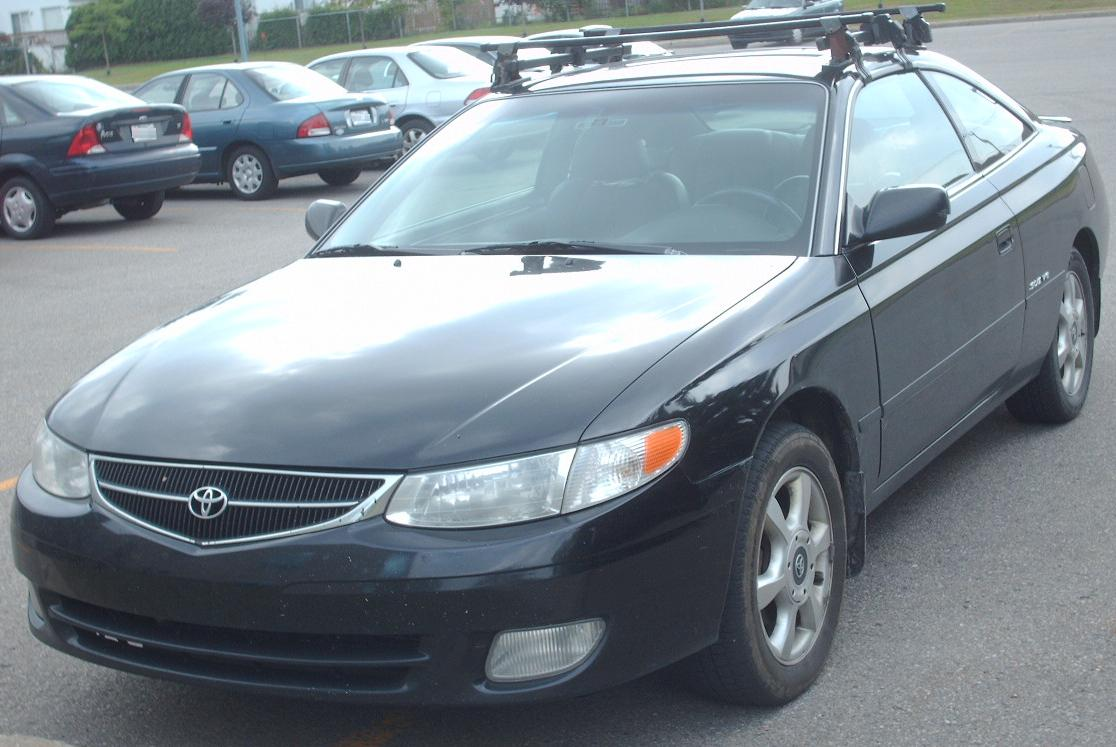
最早的Camry Solara

### 第七代（XV30，2001–2006）
2001年9月27日，第七代Camry正式推出。掛載2.4L 2AZ-FE和3.0L 1MZ-FE引擎，新一代引擎皆有可變氣門正時(VVT-i)技術，油耗降低不少，性能也較提升。搭配5速手排變速箱或4速自排變速箱，驅動方式採用前置前驅或四輪驅動。車身尺碼明顯比上一代加大，讓車室空間提供更好的舒適性。主動安全配備增添了車輛穩定控制系統(VSC)和循跡防滑控制系統(TRC)等。海外市場開始取消五門旅行車的版本，僅以四門轎車的主力銷售版和雙門轎跑車的Camry Solara販售。
2002年3月，臺灣國瑞汽車也獲得第七代Camry的生產授權，從此Camry開始在台灣生產，和泰汽車也不需再仰賴美國進口。該車款被視為在台灣生產的第一代Camry，也被稱為臺灣市場第五代Camry。此外東南亞各國也有得到生產技術，如菲律賓、馬來西亞和印尼等國家。臺灣和東南亞國家所採用的式樣外觀與日本和其他海外版略有不同，頭尾燈造型有明顯的差異。台規版掛載2.0L 1AZ-FE和3.0L 1MZ-FE引擎，搭配4速自排變速箱，驅動方式只供應前置前驅。配備上增添不少豪華設計，安全方面除了先前提過的氣囊(雙前座及側邊)、防鎖死煞車系統、車輛穩定控制系統和循跡防滑控制系統外，還有倒車雷達、輔助煞車系統(BAS)和電子制動力分配系統(EBD)等，等級更高的還有主動轉向式(AFS)氙氣頭燈(HID)和前後輔助影像系統。車型規劃7種等級。在台國產化後立即獲得該級距市場銷售第一名，第一年就有約2.7萬輛的銷售成績。
2004年7月6日進行小改款，同時北美追加3.3L 3MZ-FE引擎的版本。

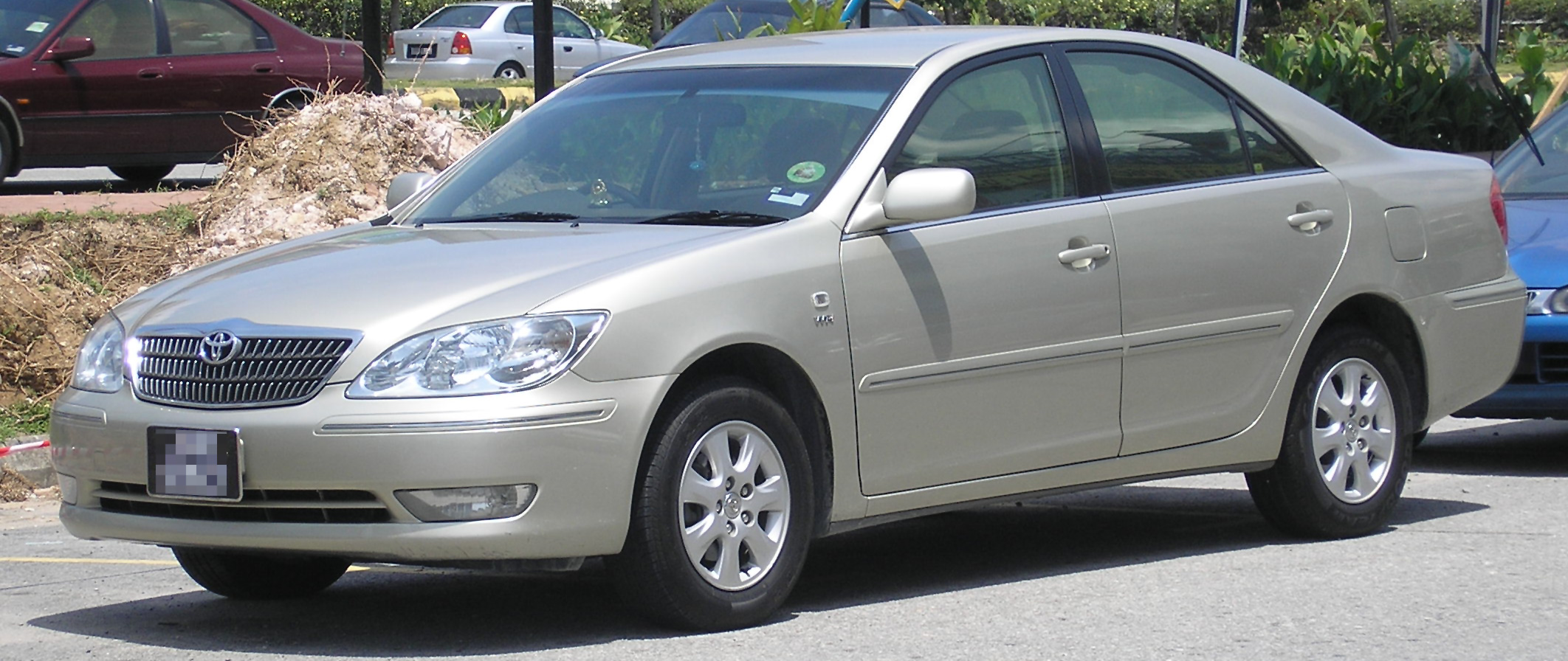
東南亞式樣車頭
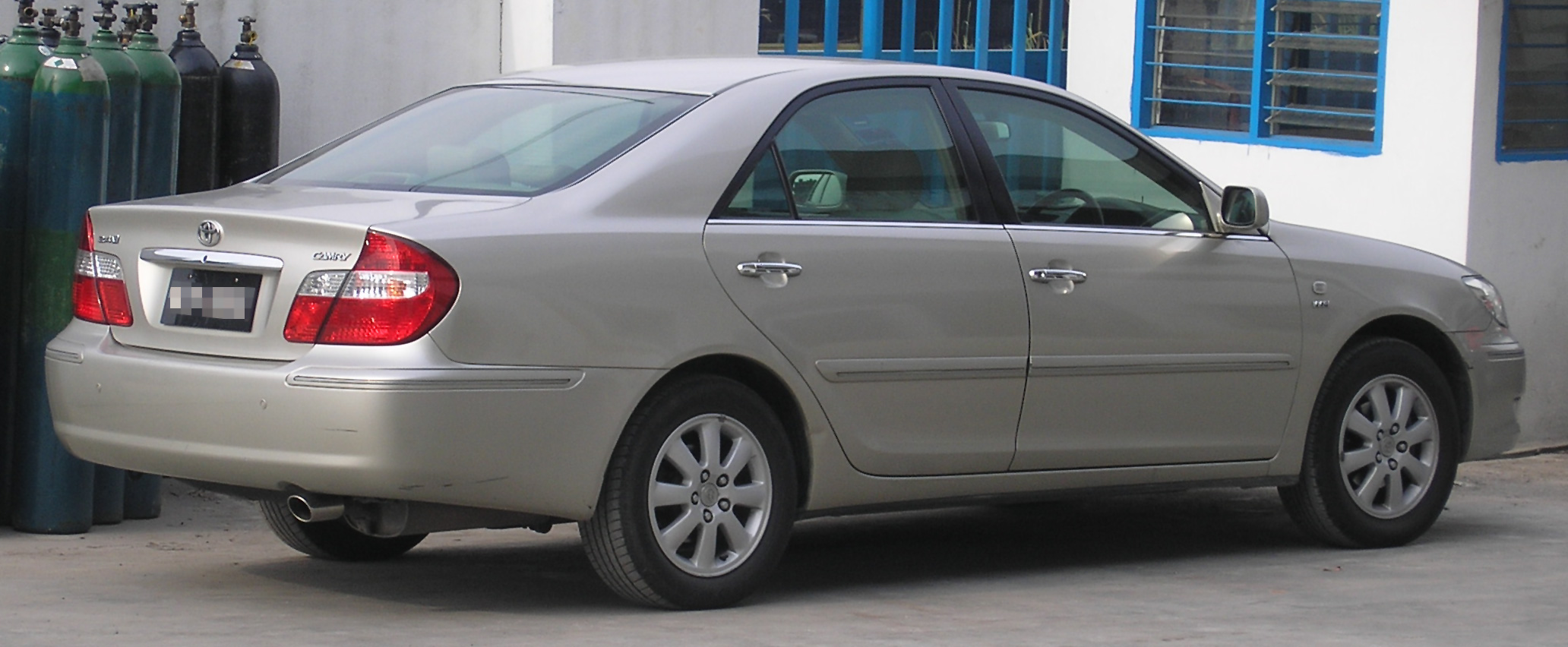
東南亞式樣車尾
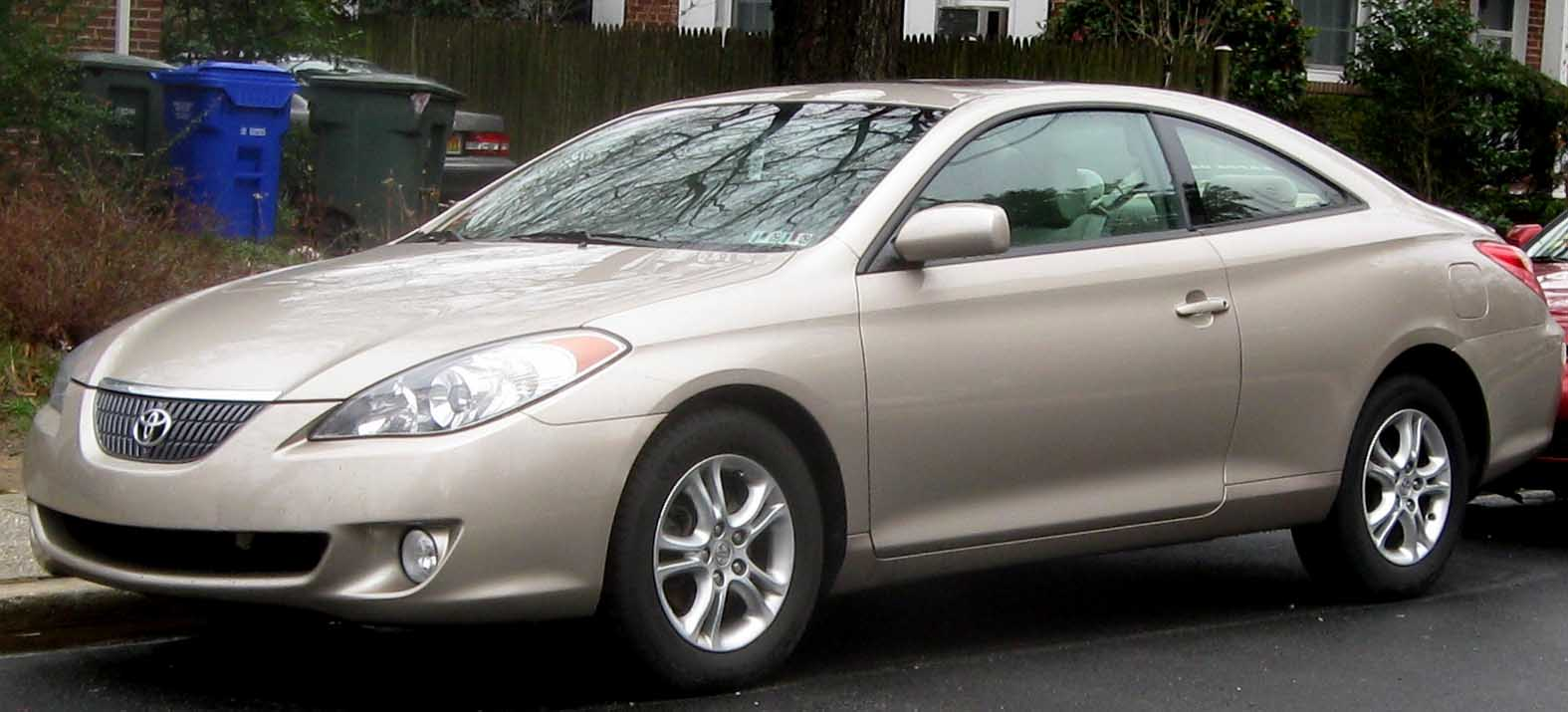
Camry Solara

### 第八代（XV40，2006–2012）
2006年1月30日，第八代Camry上市。掛載2.4公升2AZ-FE引擎，最大馬力為158匹。搭配四速或五速手自排變速器，驅動方式採用前置前驅或四輪驅動(限四速手自排)。新一代尺碼再加大，寬度增加到與早期的Celsior相當，內裝質感也進一步升級。北美地區增加了掛載3.5公升2GR-FE引擎的版本，最大馬力為268匹。搭配六速手自排變速器，但在中近東地區的版本則搭配五速手動變速器。臺灣也在同年大改款，引擎除了2GR-FE外持續供應2.0公升1AZ-FE的版本，最大馬力分別為147匹/6000轉（1AZ-FE）和277匹/6200轉（2GR-FE），最大扭力分別為19.4公斤米/4000轉（1AZ-FE）和35.3公斤米/4700轉（2GR-FE）。搭配四速手自排變速器（1AZ-FE）或六速手自排變速器（2GR-FE），驅動方式僅採用前置前驅。2GR-FE的版本不但是當時台产车中馬力最大的車款，同時擁有最高的售價146萬（Q版），價位與性能皆堪稱當時國產車之冠。此外中國、澳洲、台灣、泰國、越南和採用的外觀式樣與其他海外版本有所不同，其風格較為大器而不像北美式樣般運動化，該式樣被稱為Aurion，雖然外觀不同但其底盤和多數零件仍然通用，生產成本增加不多，因此不會步入V40版的後塵。配備上臺灣國產Camry又再次導入頂尖設計，裝載雙前座冷熱通風椅、後座電動椅、除菌離子及後座獨立空調、音響控制系統和免鑰匙引擎啟動系統（Smart Key）等，安全方面將前後輔助影像系統刪減為倒車輔助影像系統，另外導入主動雷達巡航系統（ACC），和預警防護安全系統（Pre-Colission）等
2007年後臺灣追加2AZ-FE引擎的版本，最大馬力為167匹/6000轉，最大扭力為22.9公斤米/4000轉，搭配四速手自排變速器，並去掉多數搭載1AZ-FE引擎的版本，成了後來主要的八種款式。後期改搭配五速手自排變速器。4月北美地區的富士重工業廠區開始協助生產。7月調整車色和內裝的搭配。12月俄羅斯聖彼得堡開始設廠生產。
2009年1月13日進行小改款，內裝外觀皆小幅調整，且把車輛穩定控制系統和循跡防滑控制系統列為標準配備。臺灣國產版也調漲價位由79.9萬~146萬漲為81.5萬~149萬。10月20日開始出口至韓國市場，以2AZ-FE引擎販售兩種版本。年底北美地區追加2.5公升2AR-FE引擎的版本，最大馬力為169匹（基本、LE和XLE），另有經調教提升至179匹的SE版。
2010年，豐田開始嘗試用海外版的第八代Camry開發油電混合動力版本，以XV40版的車體搭載豐田開發的第二代油電複合動力系統（Second-generation HSD）。以一顆2.5公升2AZ-FXE引擎搭配30瓩電動馬達，最大馬力分別為150匹（2AZ-FXE）和40匹（30kwEM），並有190匹的綜效馬力。第八代Camry油電混合動力版以Camry Hybrid為名在澳洲等海外市場上市，除了動力系統不同外，外觀也與另外兩種汽油引擎版本有所差異。年末臺灣國產版再次調漲價位，由新臺幣81.5萬~149萬漲為82.9~151萬。

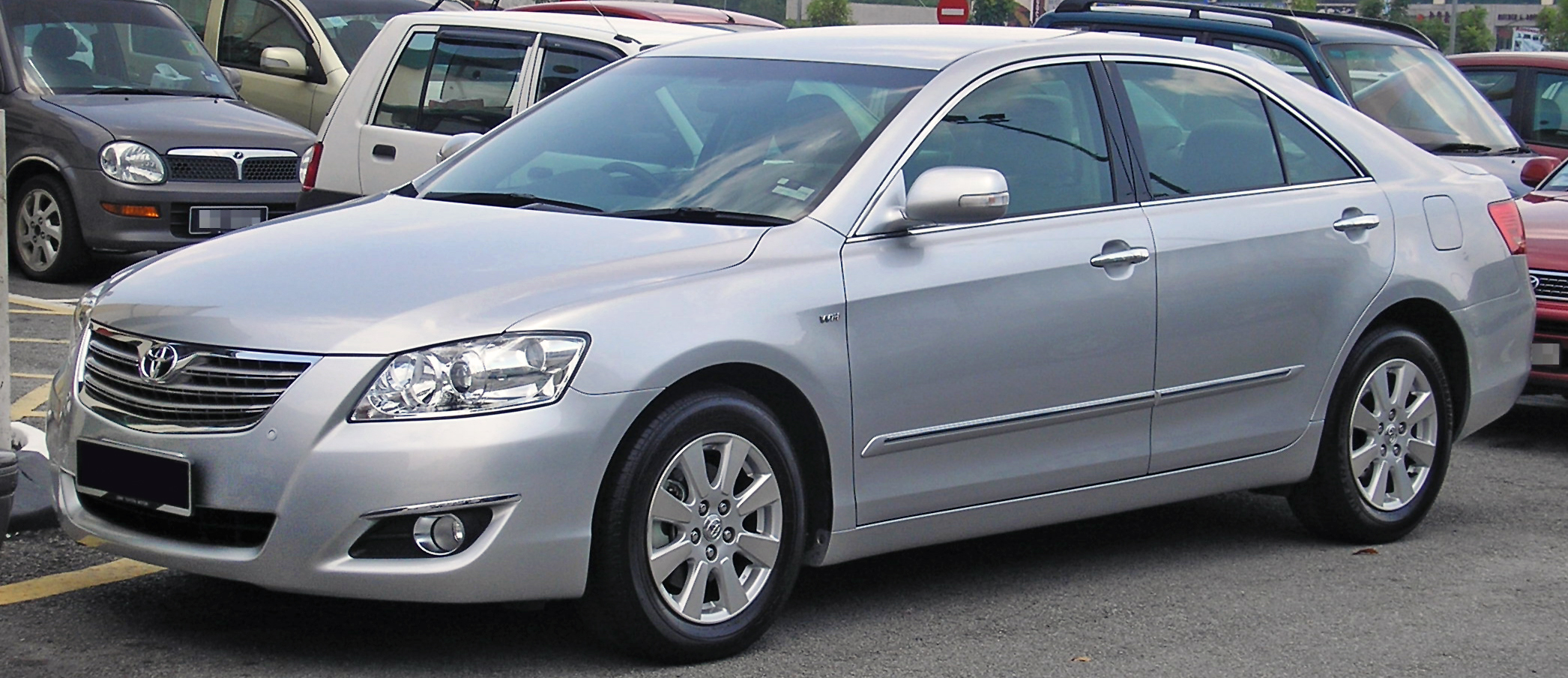
亞洲式樣(Aurion)車頭
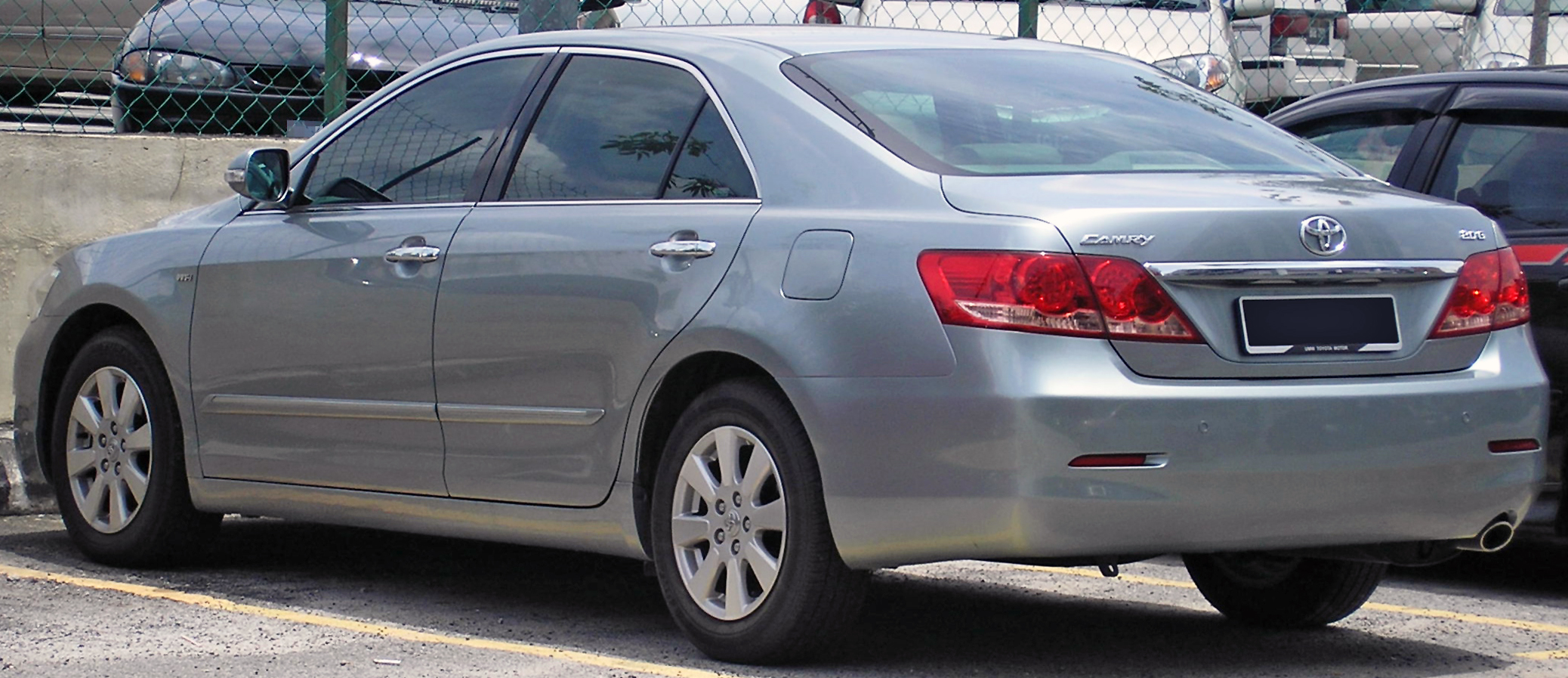
亞洲式樣(Aurion)車尾
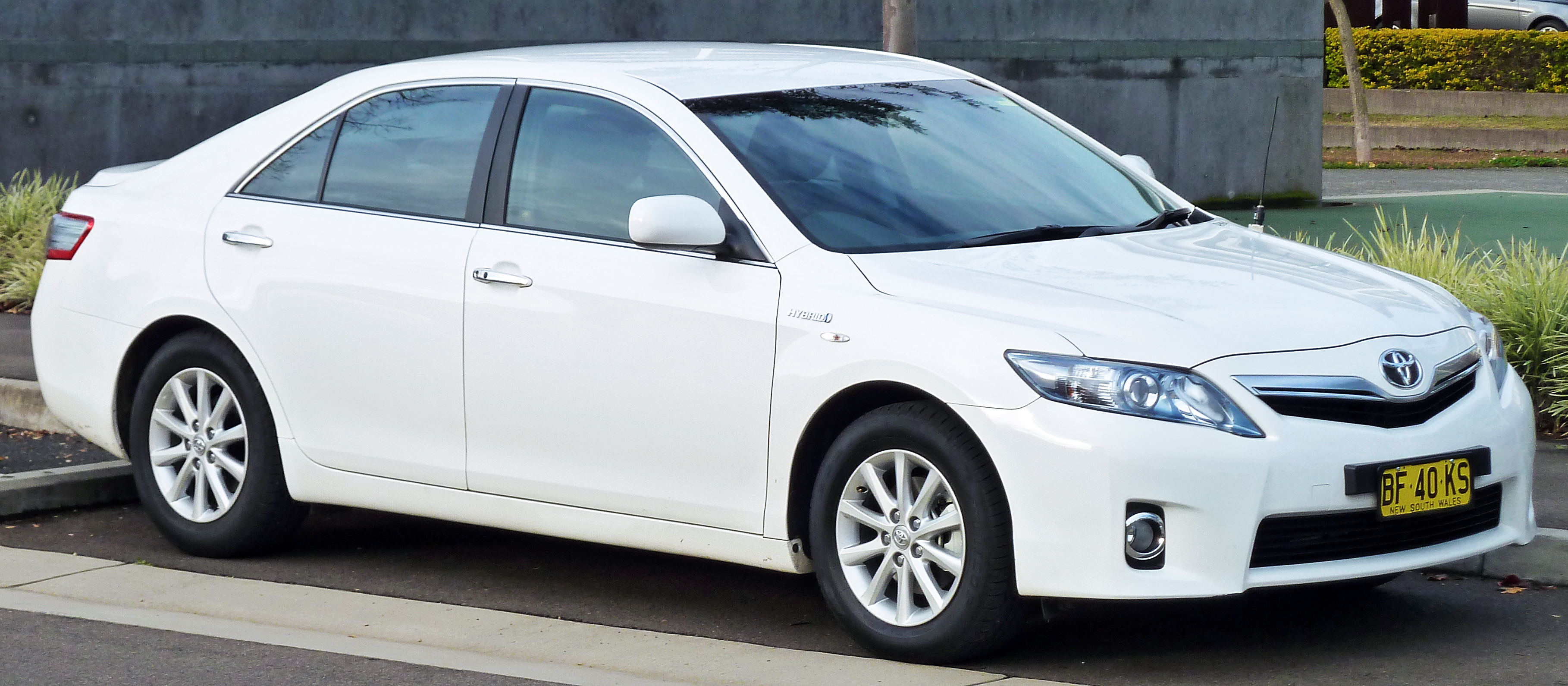
海外油電混合動力版車頭
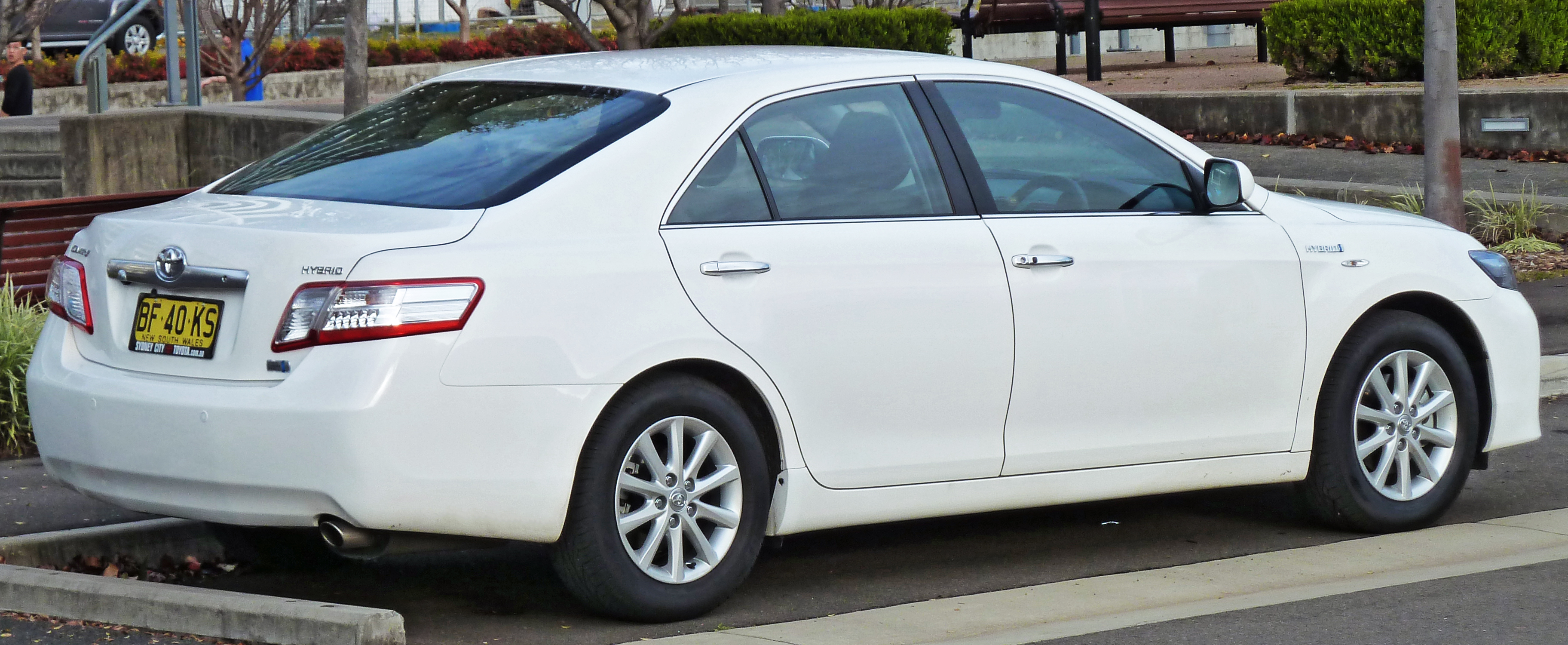
海外油電混合動力版車尾

### 第九代（XV50，2011–2019）
2011年8月23日美規版的第九代Camry正式推出，由豐田集團執行長豐田章男親自駕駛首部量產車發表。掛載2.5公升2AR-FE、2.5公升2AR-FXE+2JM永磁交流馬達和3.5公升2GR-FE引擎，最大馬力分別為178匹（2AR-FE）、200匹（2AR-FXE+2JM）和268匹/6,200轉（2AR-FE），最大扭力分別為23.5（2AR-FE）、21.5（2AR-FXE+2JM）和34.2（2GR-FE）公斤米。搭配六速自動變速器（ECT-i，2AR-FE和2GR-FE）或無段自動變速器（ECVT，2AR-FXE+2JM），驅動方式僅採用前置前驅，首度廢止四輪驅動的版本。油耗在EPA測試規範下市區分別為每公升10.6（2AR-FE）、18.2（2AR-FXE+2JM）和8.9（2GR-FE）公里，高速分別為每公升14.8（2AR-FE）、16.5（2AR-FXE+2JM）和12.7（2GR-FE）公里，平均分別為每公升11.9（2AR-FE）、17.4（2AR-FXE+2JM）和10.6（2GR-FE）公里。配備上有6.1吋多功能觸控螢幕、多媒體系統（Entune），安全方面擁有十顆氣囊和星級安全系統（Star Safety System）。供應八種車型款式。8月25日於烏克蘭發表國際版，該版本將會於中亞與俄羅斯地區販售，同時在中國大陆、東南亞和臺灣等地生產販售的版本也會以國際版為標準調整。國際版本身沒有油電混合動力版本，僅掛載2AR-FE和2GR-FE兩款引擎，皆搭配六速自動變速器，驅動方式採用前置前驅。外觀與美規版相比風格較為穩重，內裝則和美規版大同小異。安全方面有9顆氣囊、主動轉向頭燈、停車輔助和倒車顯影系統。烏克蘭當地建議售價為美元33,050起（約NT$95.8萬）。
2011年9月5日發表日規版，與國際版相反的是，僅掛載2AR-FXE+2JM混合動力系統，不再供應純汽油引擎版成為一輛純種油電混合車，這是Camry歷史上一項大膽的突破，這也象徵日本市場對混合動力車輛的接受度已達一定的程度，最大馬力為205匹，最大扭力為21.7公斤米/4,500轉（引擎，馬達為27.5公斤米）。搭配無段自動變速器，驅動方式也僅採用前置前驅，油耗在MLIT測試規範下平均為每公升26.5公里，在JC08模式下平均為每公升23.4公里。外觀與國際版為標準調整，差異點僅在於車頭水箱護罩和保險桿設計不同，內裝則與國際版幾乎相同。配備上也有多媒體系統（Entune），安全方面擁有七顆氣囊和星級安全系統（Star Safety System）。僅供應三種車型款式。11月8日中規版上市，由廣汽豐田生產並販售，汽油版持續以凱美瑞為名販售，油電混合動力版以新凱美瑞 尊瑞HEV為名販售，掛載1AZ-FE（改進型）、2AR-FE引擎和2AR-FXE+2JM混合動力系統，最大馬力分別為150匹（1AZ-FE）、184匹（2AR-FE），較美規版有些許提升。和200匹（2AR-FXE+2JM），最大扭力分別為19公斤米（1AZ-FE）、23.5公斤米（2AR-FE）和21.3公斤米（引擎，馬達為27公斤米）。搭配四速（1AZ-FE）、六速手自排變速器（2AR-FE）或無段自動變速器，驅動方式採用前置前驅。外觀與內裝幾乎國際版相同。
2011年12月7日澳規版上市，外觀採用美規版式樣。掛載2AR-FXE+2JM混合動力系統。12月13日台規版正式上市，與國際版幾乎相符，掛載2AR-FE並沿用上一代的2.0公升1AZ-FE引擎，最大馬力分別為148匹/6000轉（1AZ-FE）和181匹/6000轉（2AR-FE），最大扭力分別為19.4公斤米/4000轉（1AZ-FE）和23.6公斤米/4100轉（2AR-FE）。搭配四速（1AZ-FE）或六速手自排變速器（2AR-FE），驅動方式僅採用前置前驅。外觀與內裝幾乎國際版相同。配備上未與前代車款有明顯的差異性，Aux-in外接音源、USB讀取裝置和具備ECO節能駕駛輔助系統的三環式儀錶為標準配備，安全方面採用大量高張力剛材並在最頂級版本有四顆氣囊。僅供應三種車型款式。雖然上市時僅供應汽油引擎版本，頂級價格和配備也較前代縮水不少，但負責販售的和泰汽車表示將會於翌年投產並販售以日規版為基礎修改的油電混合動力版本，並會供應最頂級的價格和配備，售價預計新臺幣120萬起跳。
2012年1月18日，第九代Camry出口至韓國販售，為迴避韓國政府對進口車課重稅的問題，豐田採取從與韓國有自由貿易協定的美國生產引至，也就是日系美製的做法。2月16日，臺灣代理商和泰汽車正式發表台規版的Camry油電混合動力版本 - Camry Hybrid，掛載與日規相同的2AR-FXE+2JM混合動力系統，最大馬力為205匹，最大扭力為21.7公斤米/4,500轉（引擎，馬達為27.5公斤米），由於Camry Hybrid零件多數已由臺灣的國瑞汽車負責生產，所以該車是臺灣車史上第一輛混合動力車輛。搭配無段自動變速器，驅動方式採用前置前驅，油耗在FTP-75測試規範下市區為每公升32.28公里，高速為每公升15.75公里，平均為每公升19.4公里，能源效率等級為1級，市區和平均是當時台产車中最省油的車款。外觀以國際版為標準調整，差異點在於車頭水箱護罩與日規版一樣並增添發光二極體頭燈（LED）。配備上去掉天窗和抬頭顯示器（HUD）為標準配備（V版起才有）並追加納帕皮椅和隔音加強玻璃，頂級版Q擁有後座電動調整椅、電動通風椅、三區恆溫空調、記憶座椅、後窗手動遮陽簾、行車紀錄器（DVR）、衛星導航系統（Navi）和JBL音響系統附十支喇叭，安全方面有八顆氣囊（限Q版）、循跡防滑控制、車輛穩定控制系統和斜坡起步輔助系統（HAC）等。供應三種車型款式（不包含汽油版），其中G版價位遠比預期低，是臺灣車市第三便宜的油電混合動力車輛，已在消費者可接受的範圍內，加上在高油價時代極優勢的省油性，因此在各方廣受好評。在台上市後即保持不錯的銷售成績，2012年銷售量為17,064輛，與汽油版所占比例分別為28%（1AZ-FE）、20.6%（2AR-FE）和51.4%（2AR-FXE+2JM），顯然已成主力車款。
2012年3月15日泰規版發表並上市，並出口販售至其他東南亞國家協會的國家。掛載1AZ-FE、2AR-FE引擎和2AR-FXE+2JM混合動力系統。4月4日印規版發表並上市，掛載2AR-FE引擎和2AR-FXE+2JM混合動力系統。4月17日澳洲發表新一代Aurion，與澳規版第九代Camry不同的是，僅掛載2GR-FE引擎，外觀改採國際版的式樣，做為比Camry更上一級的車款。5月10日與大發工業株式會社的Altis（此車與臺灣的Toyota Corolla Altis同名但無關）開始貼牌生產。8月印度開始設廠生產並販售第九代Camry，僅掛載2AR-FE引擎，最大馬力為178匹，最大扭力為23.5公斤米，完全與美規版相同。外觀採國際版的式樣。9月3日日規版進行小改款，增加新車色至八種，安全配備追加車道變換輔助系統、後視鏡死角警示系統和輔助發光二極體方向燈。
2013年1月21日，第九代Camry以78.75分獲得韓國年度風雲車（Korea Car of the Year）冠軍。這結果大幅震驚韓國車壇，該獎項常勝軍現代汽車代表因此在頒獎典禮中缺席，同時也激勵了其他進口品牌尤其是日系車廠。南韓Toyota總裁中林久男 (Hisao Nakabayashi) 受獎時特別以日語表達出這個驚喜所帶來的喜悅。據分析Camry可獲勝原因除了車款自身優勢外，在於引進採用美製進口的方式迴避了關稅問題，加上日圓貶值走滑，使Camry價格可降至與韓國國產車競爭。豐田銷售量也激增，2012年共銷售10,795輛，市占率8.25%，較去年的5,020輛和4.78%皆成長至一倍，Camry也在2012年12月時成為韓國車市最暢銷的進口車。
2014年4月，第九代Camry推出小改款版本,其中車頭變動幅度頗大，例如原本略嫌單調的前保桿除了改以大型前氣壩增添立體感之外，將前霧燈整合其中的類梯形鍍鉻飾條配置也帶來與眾不同的視覺效果,在車尾造型部份，梯形尾燈組維持現有輪廓不變，但內部配置略有不同，牌照框上緣的鍍鉻飾條亦由原本的大面積片狀配置，改採視覺效果更為細膩、並一路延伸至尾燈組兩端的長條式設計，而本次的北美市場的小改款車型，追加了導入運動與豪華兼具的XSE車型，以及替原本運動導向的SE新增Hybrid車型，主要是因為SE等級在北美販售的Camry中佔45%，也讓美國TOYOTA重新調整車型等級，將過去初階的L等級移除，僅留下入門的LE及最高階的XLE。美規小改款Camry在車長相較過往略長45mm，整體來到4870×1825×1470mm，軸距維持2775mm，內裝方面包含重新設計的儀表板、中控台，讓駕駛人使用上更為直觀、簡單，動力系統部分，小改款美規Camry依舊使用排氣量2494c.c.的直四汽油引擎，具備178hp/6000rpm、23.5kgm/4100rpm的最大輸出，還有一具3.5L V6汽油引擎，輸出可達268hp/6200rpm、34.3kgm/4700rpm，均搭配6速自排變速箱；而複合動力車型，則是採用2.5L直四Atkinson循環引擎配備搭配Hybrid科技搭配E-CVT無段變速系統。

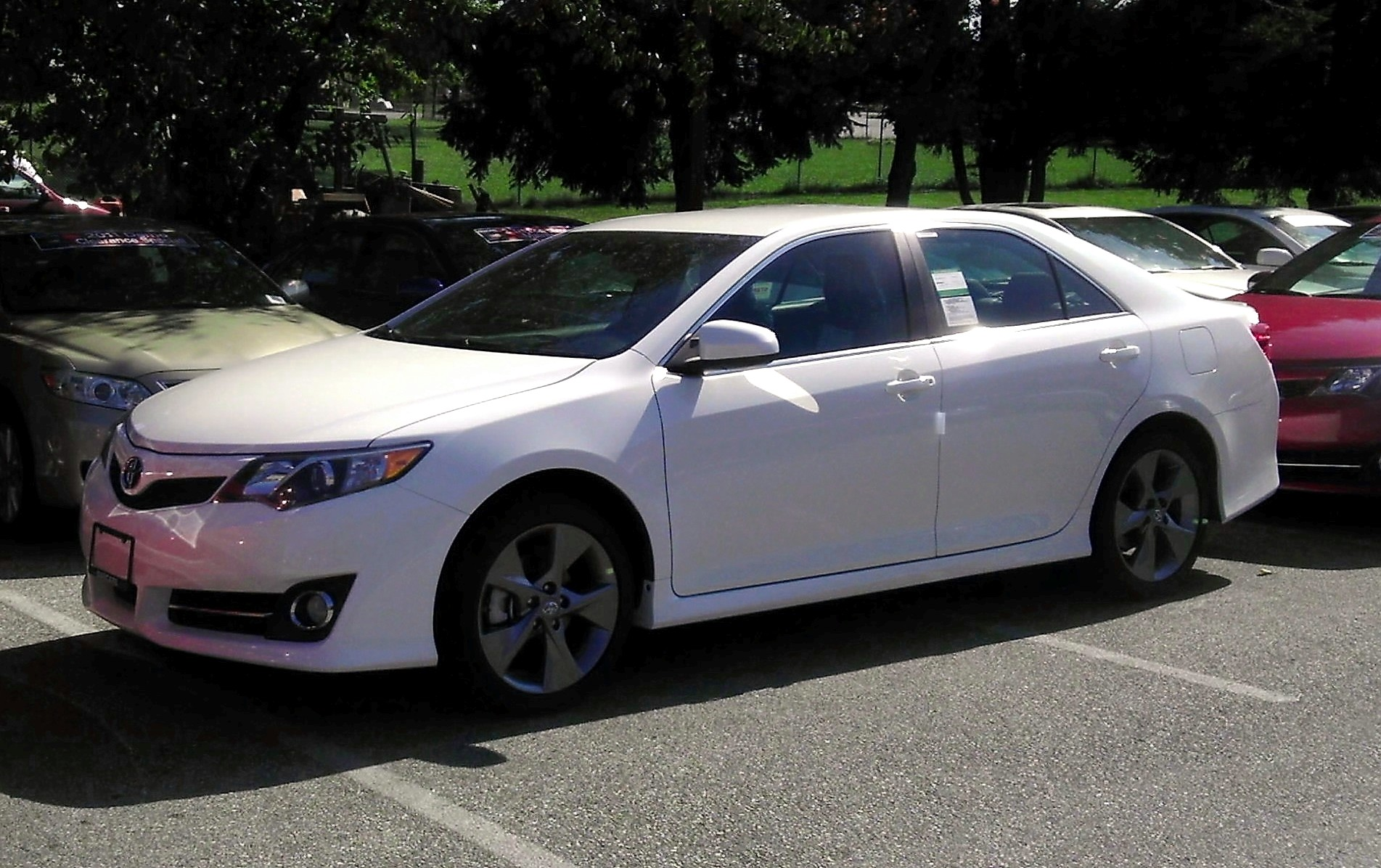
美規版
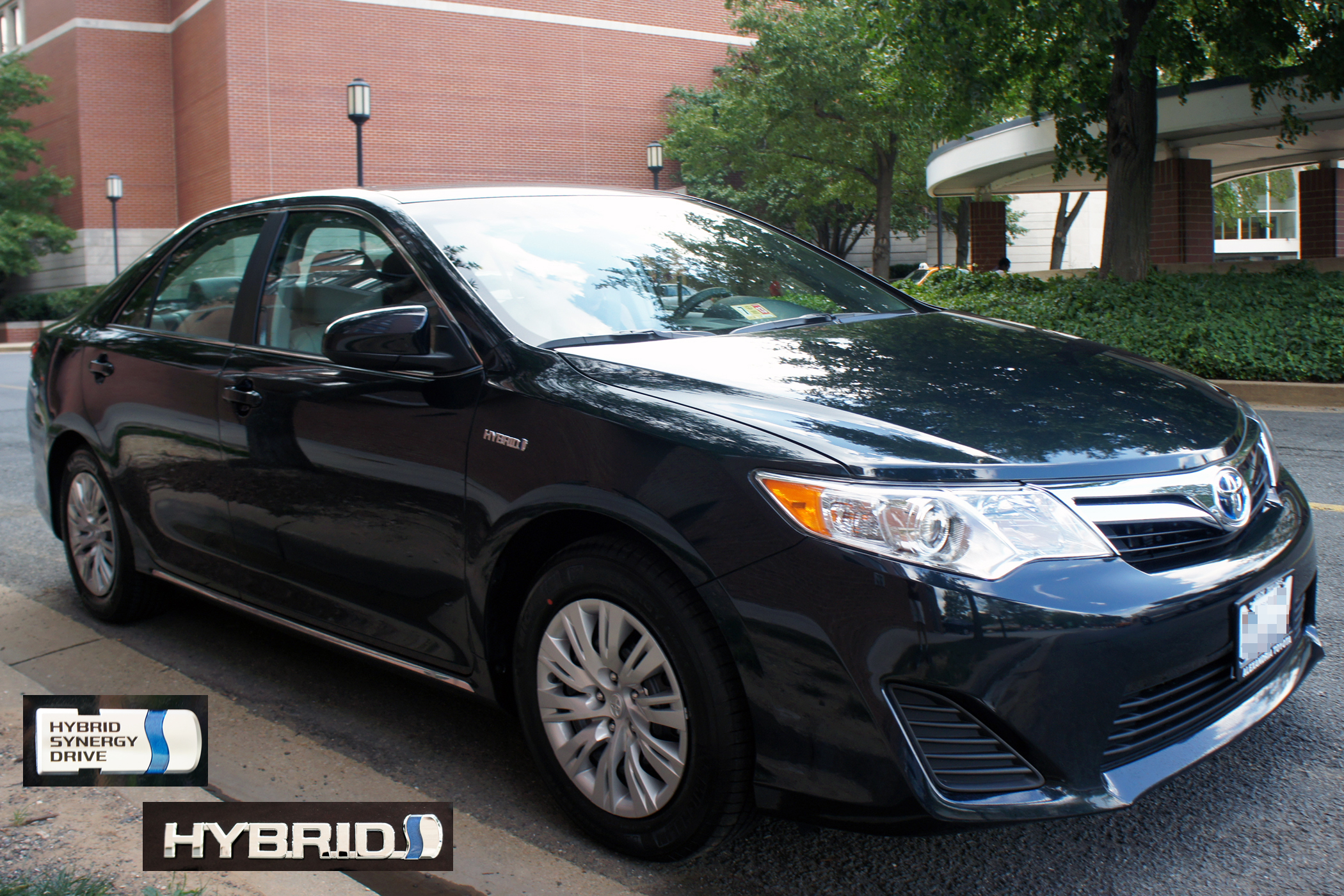
美規油電混合動力版車頭
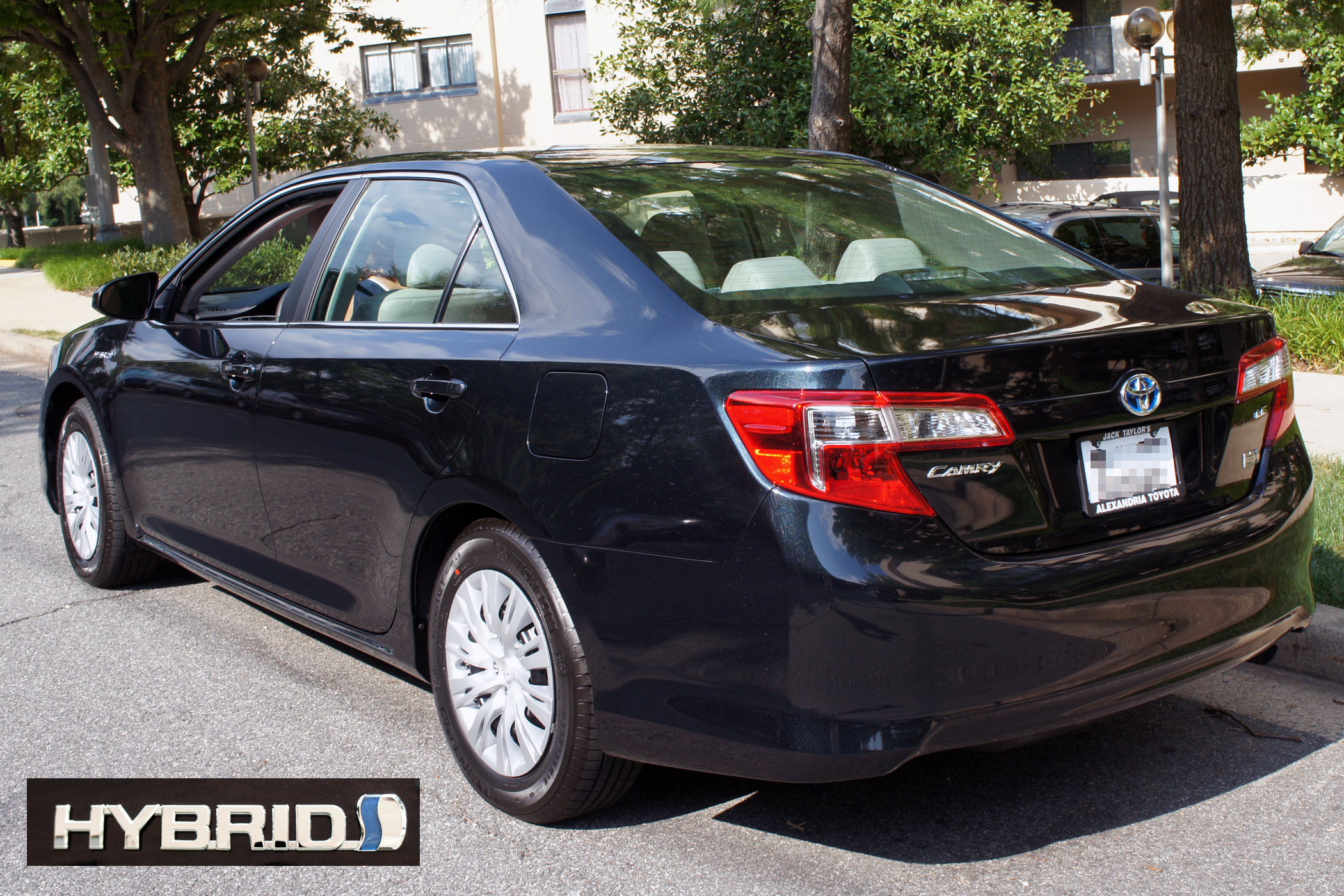
美規油電混合動力版車尾
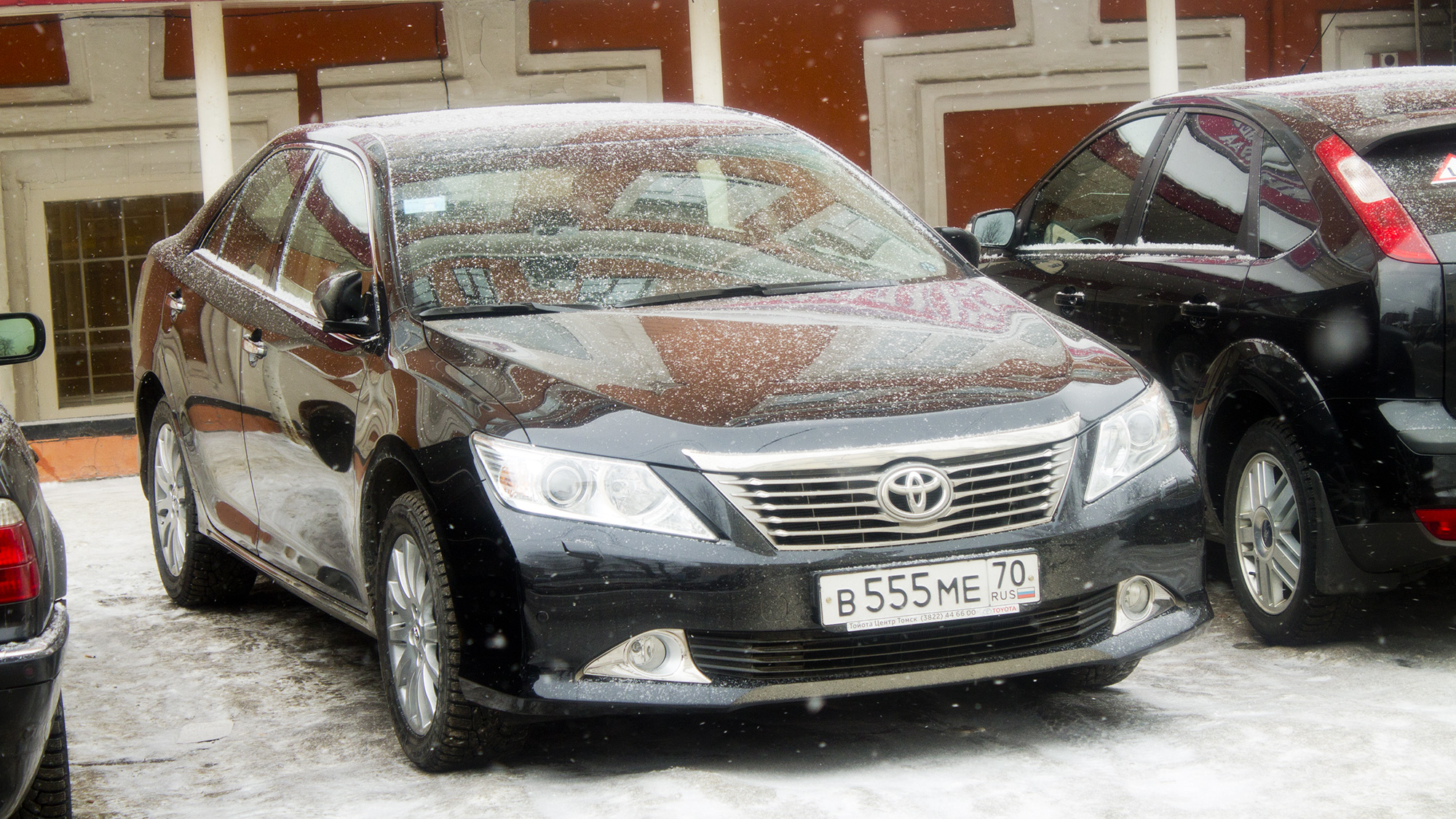
國際版車頭
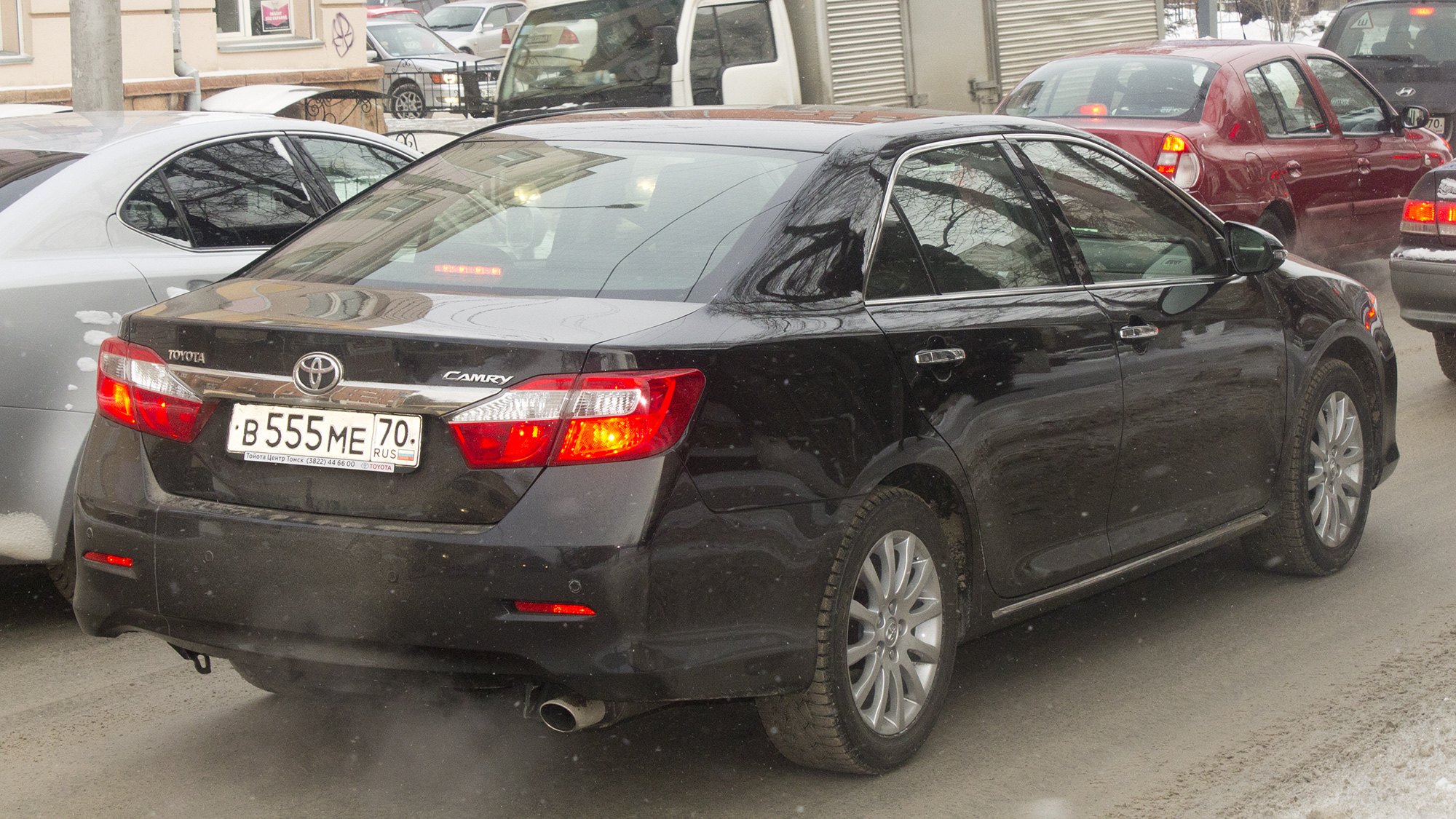
國際版車尾
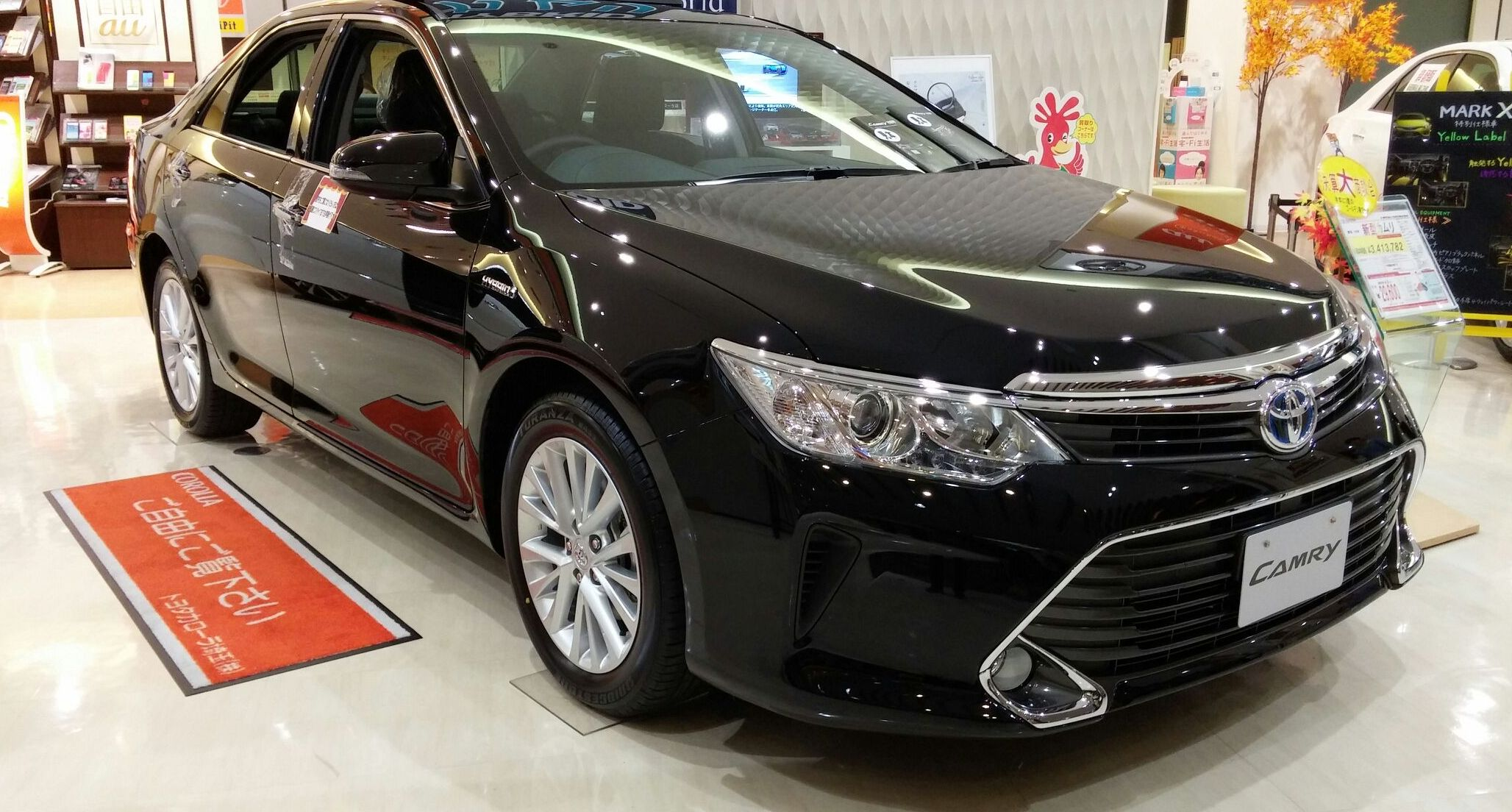
國際版小改款
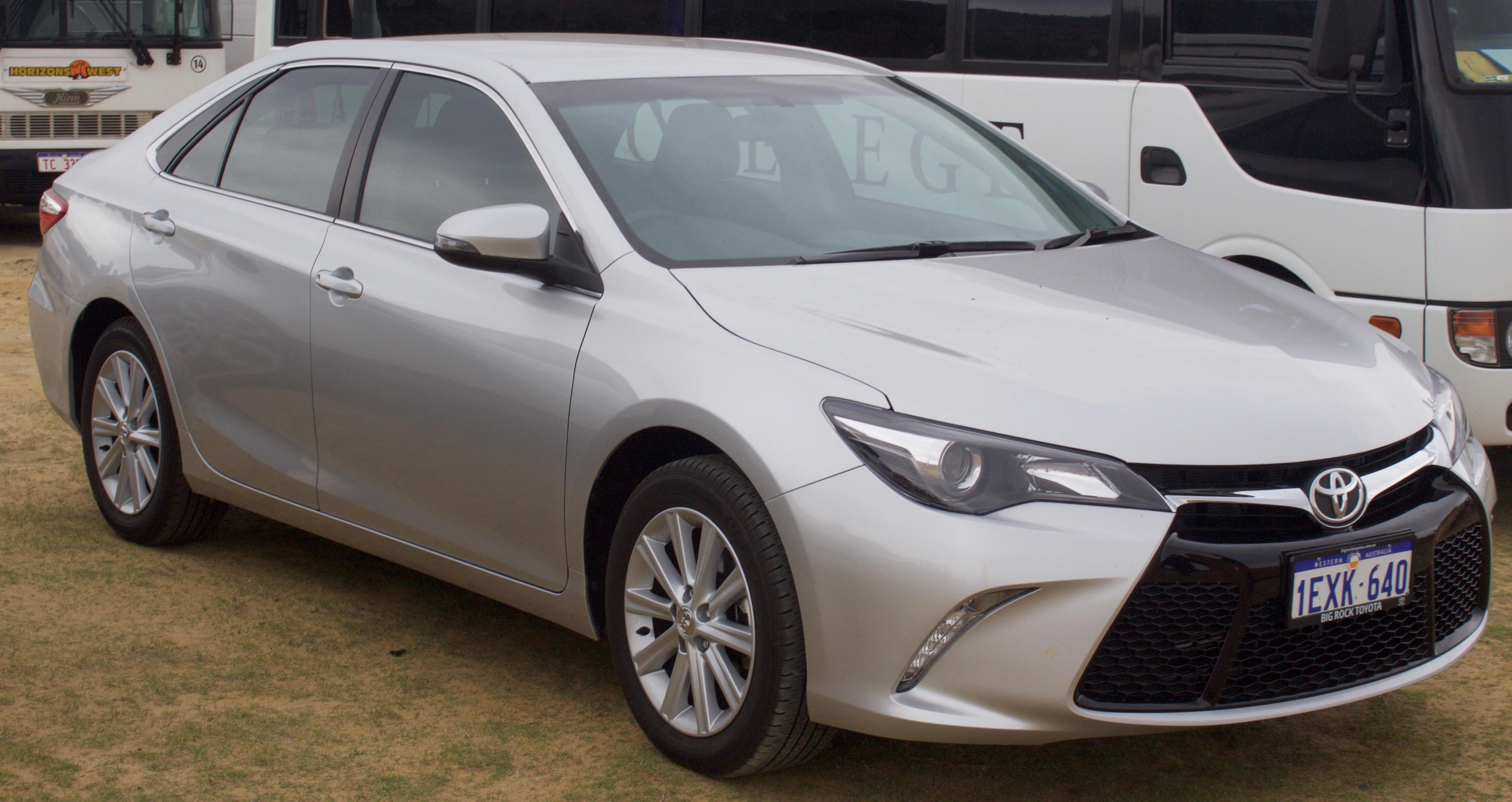
北美版小改款車頭
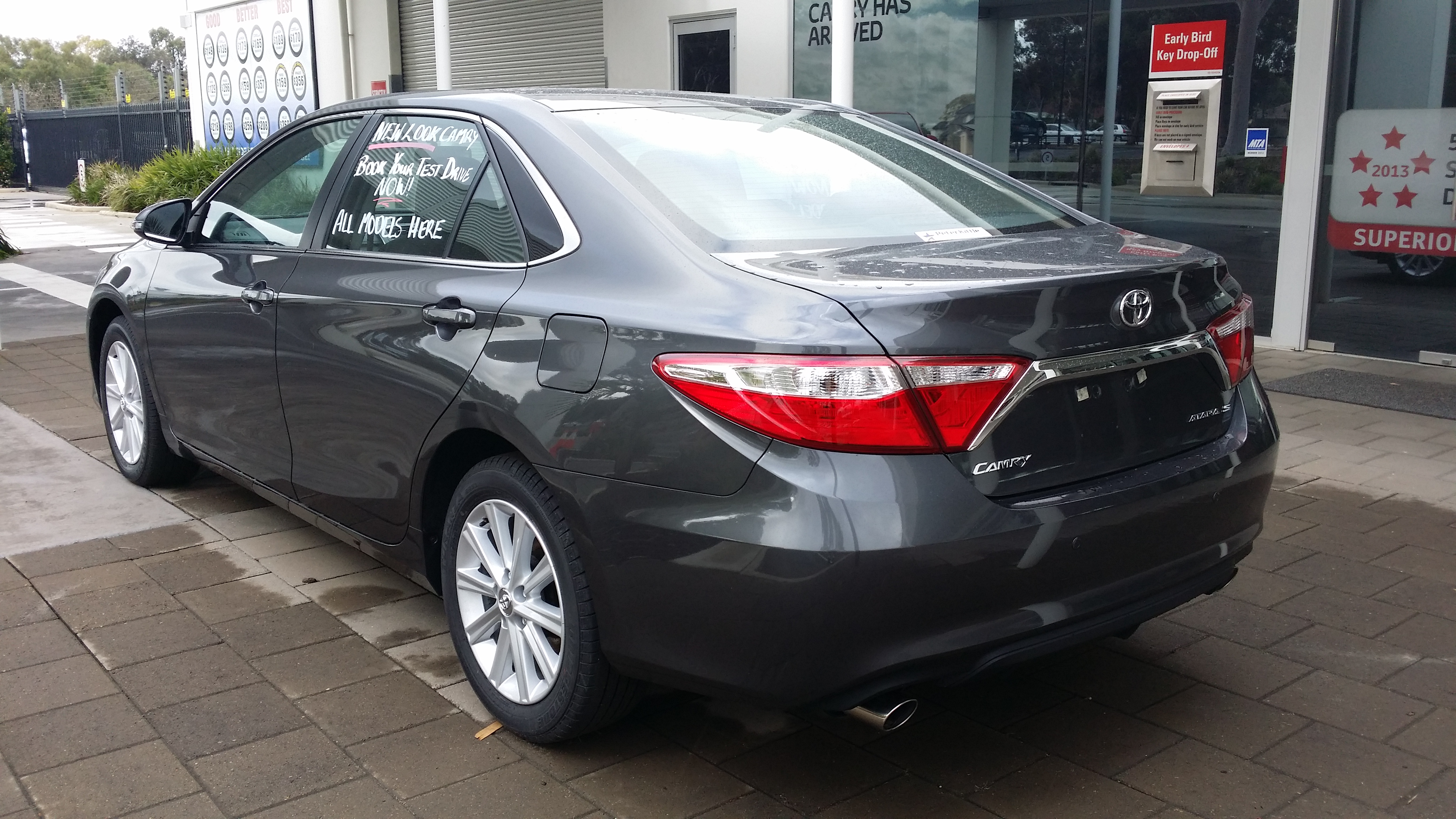
北美版小改款車尾

### 第十代（XV70，2017–2024）
2017年1月10日第十代Camry在北美国际车展上首次亮相，基于丰田的TNGA概念所打造的新一代Camry。台灣和泰汽車按引進此車系的排序，稱其為第八代Camry。

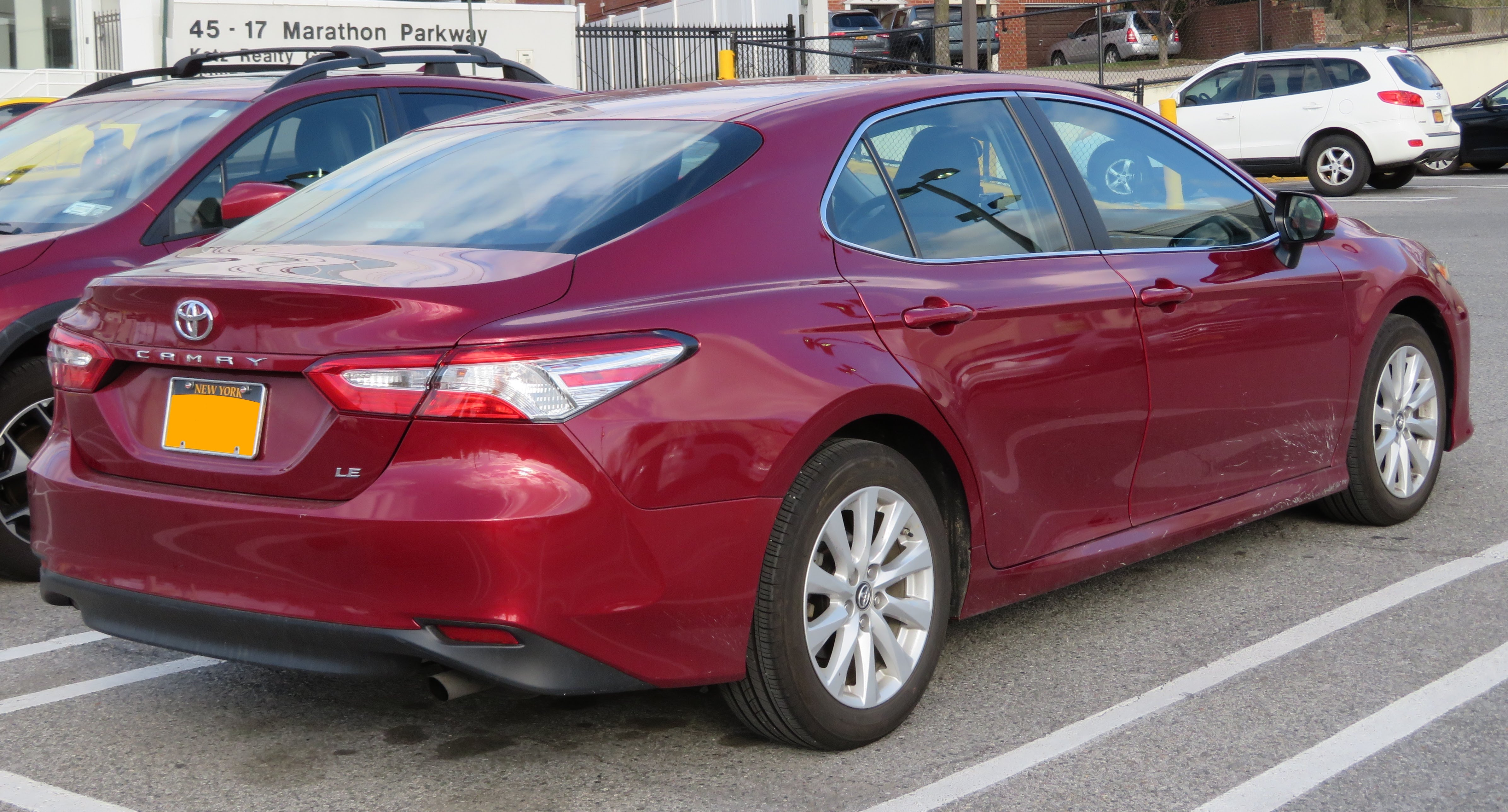
LE (美国)
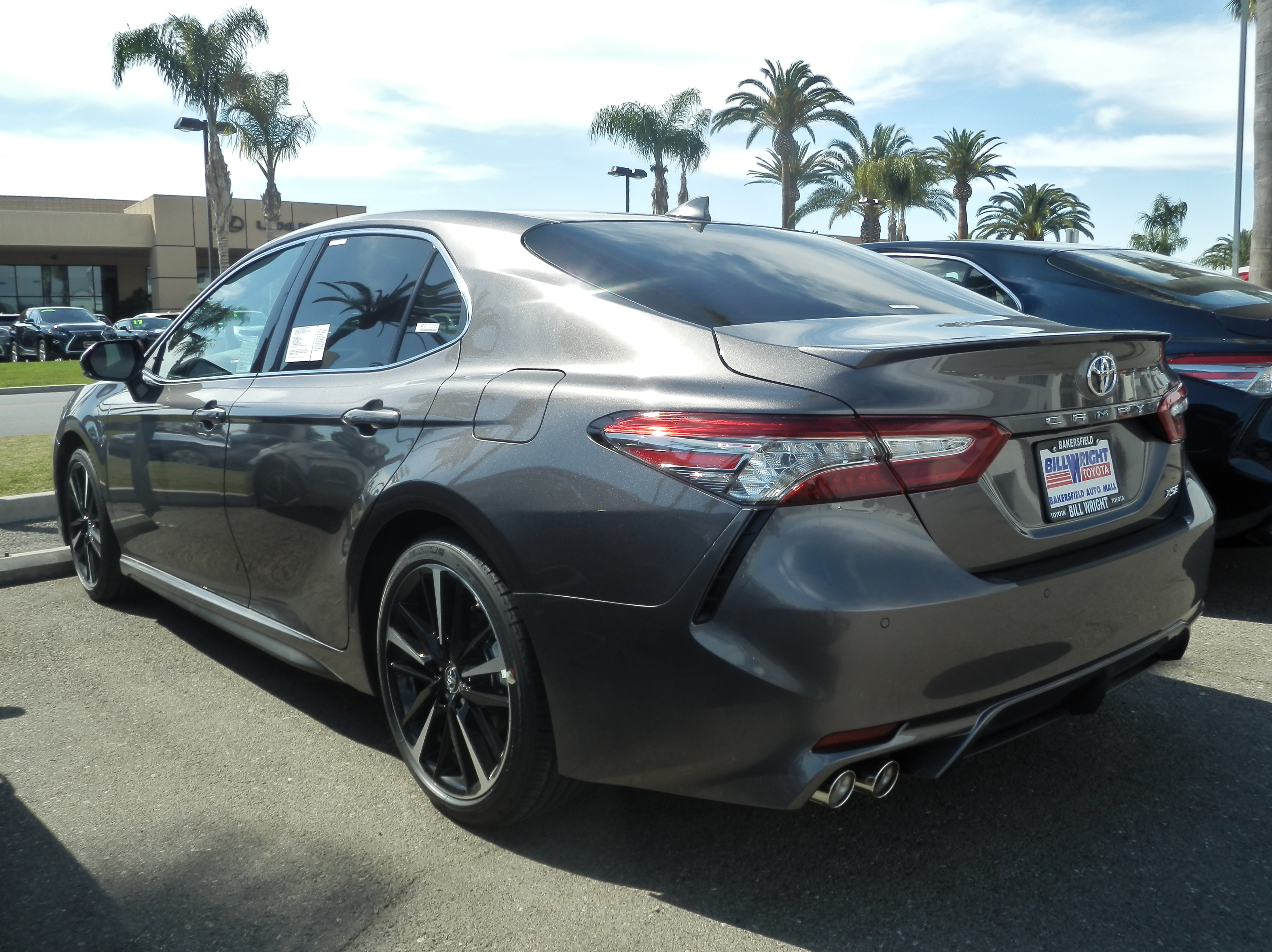
XSE (美国)
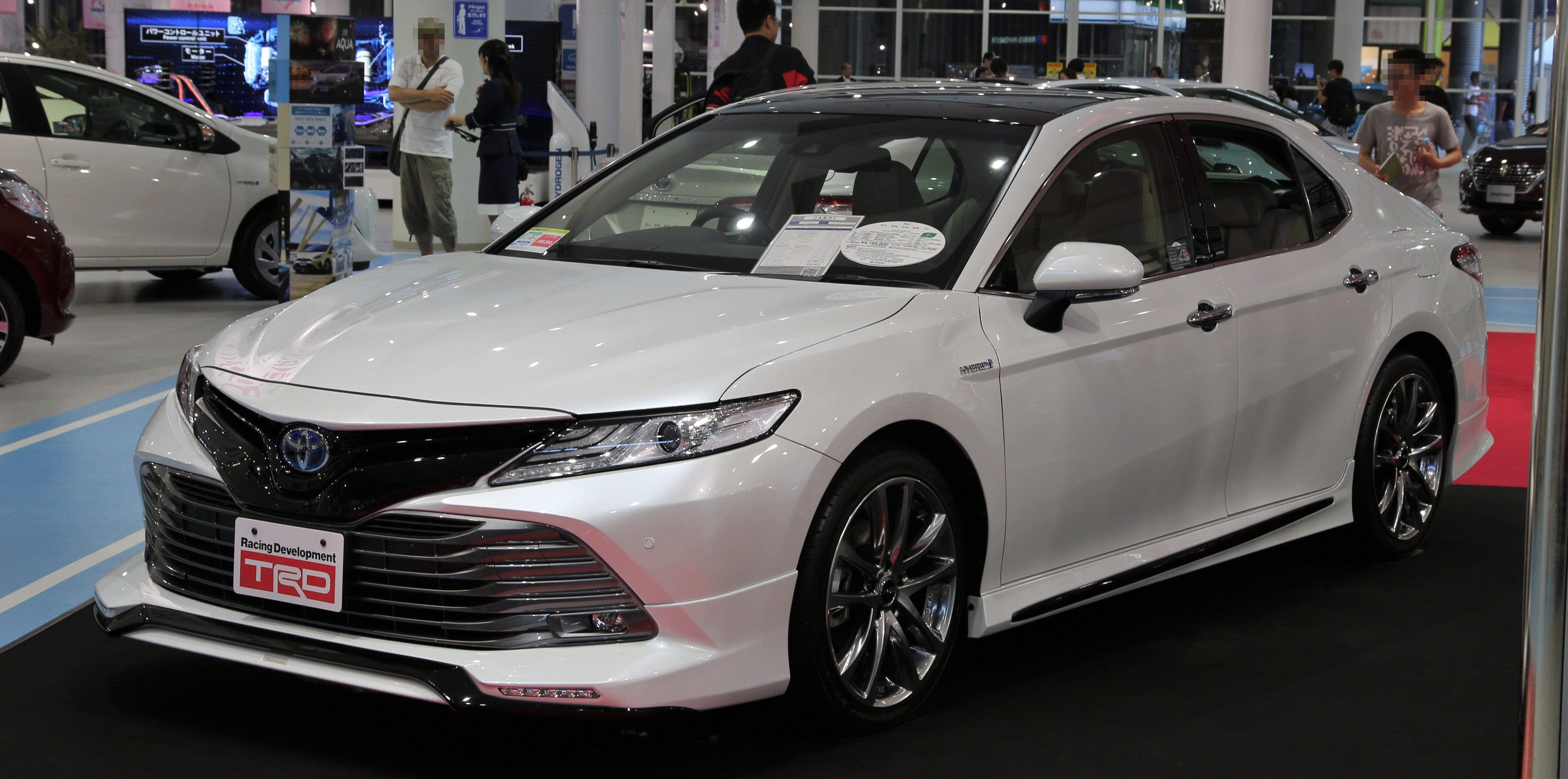
混合动力TRD 套件 (日本)
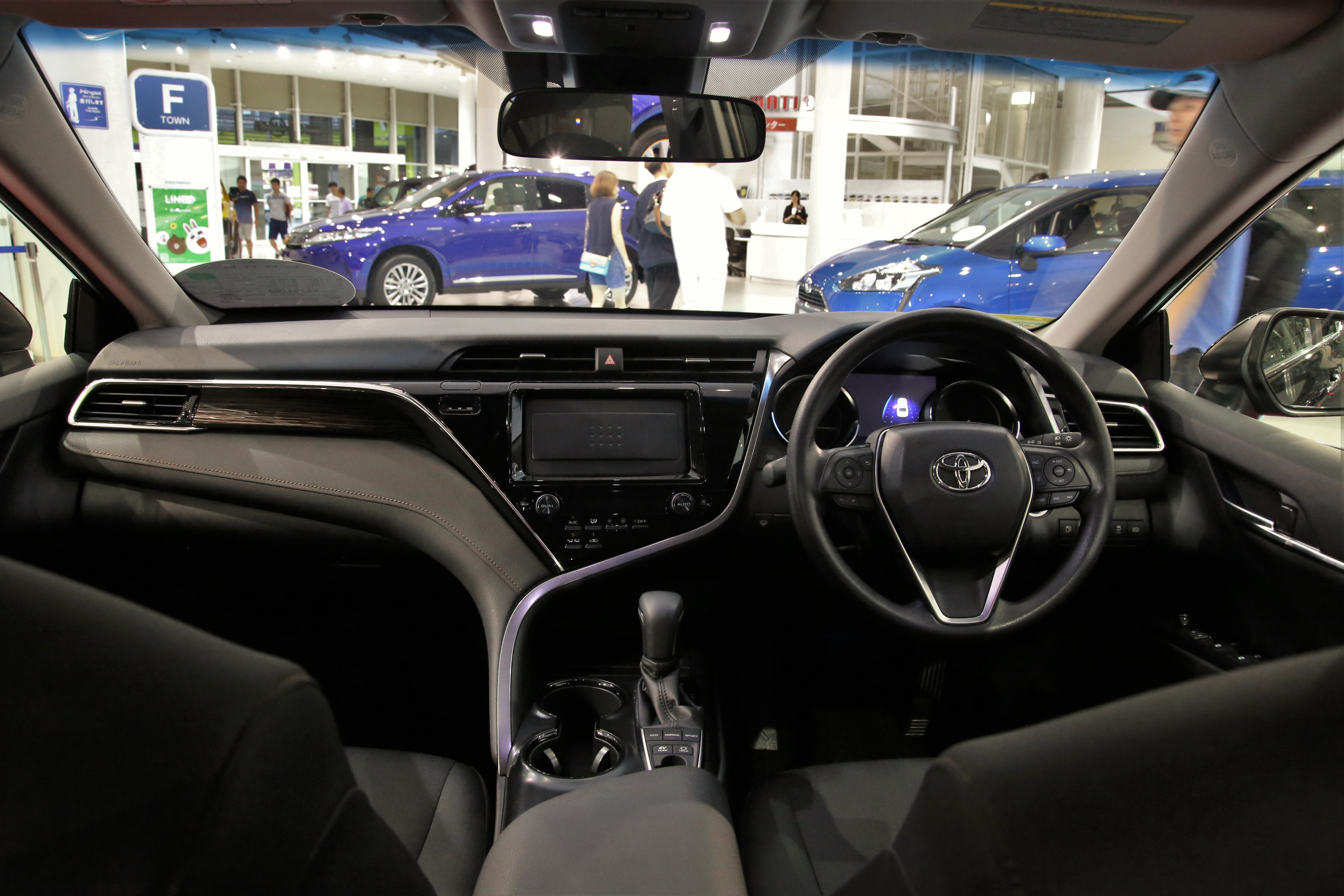
内裝
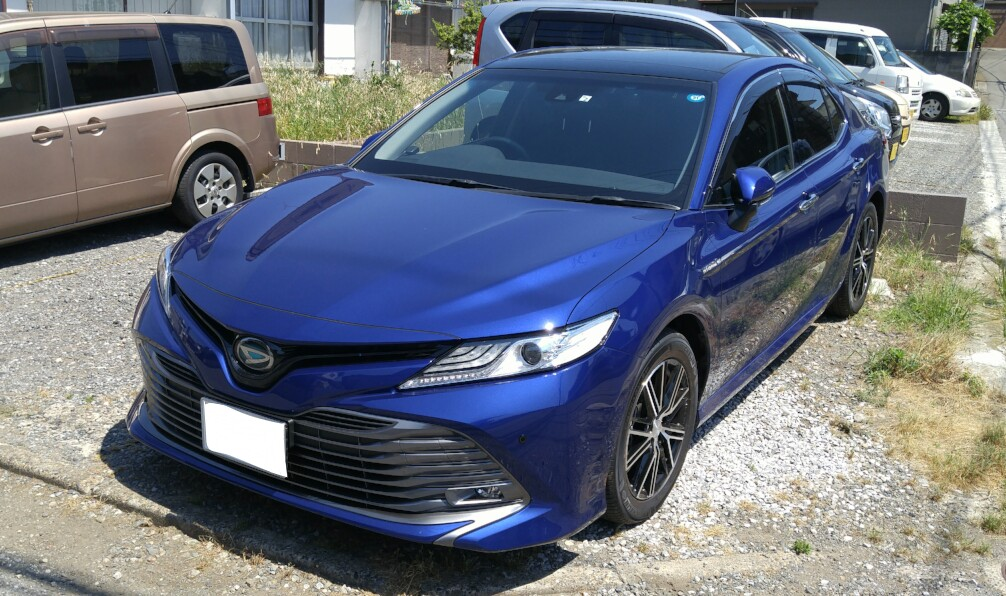
大发版 (日本)
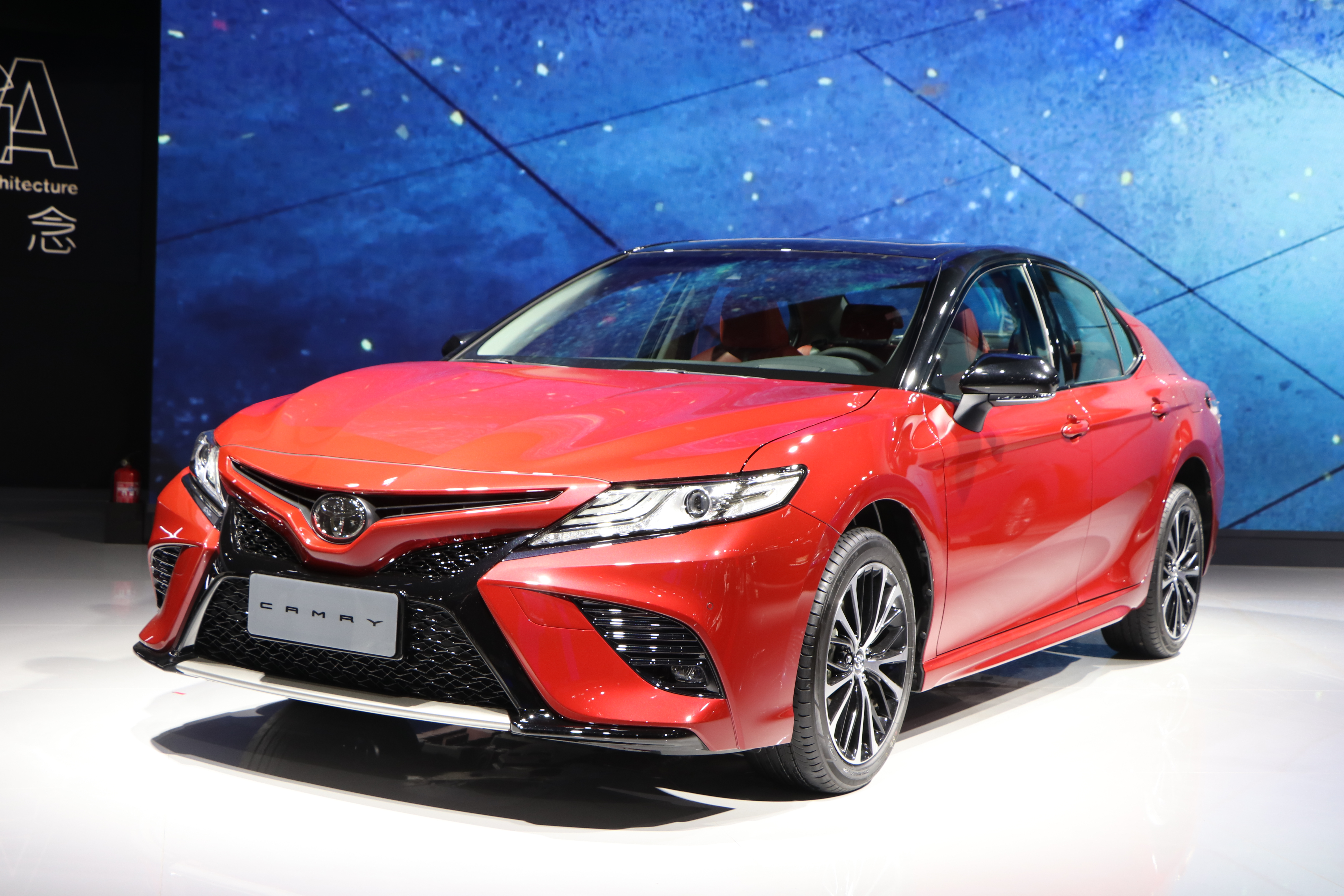
运动版 (广汽丰田)
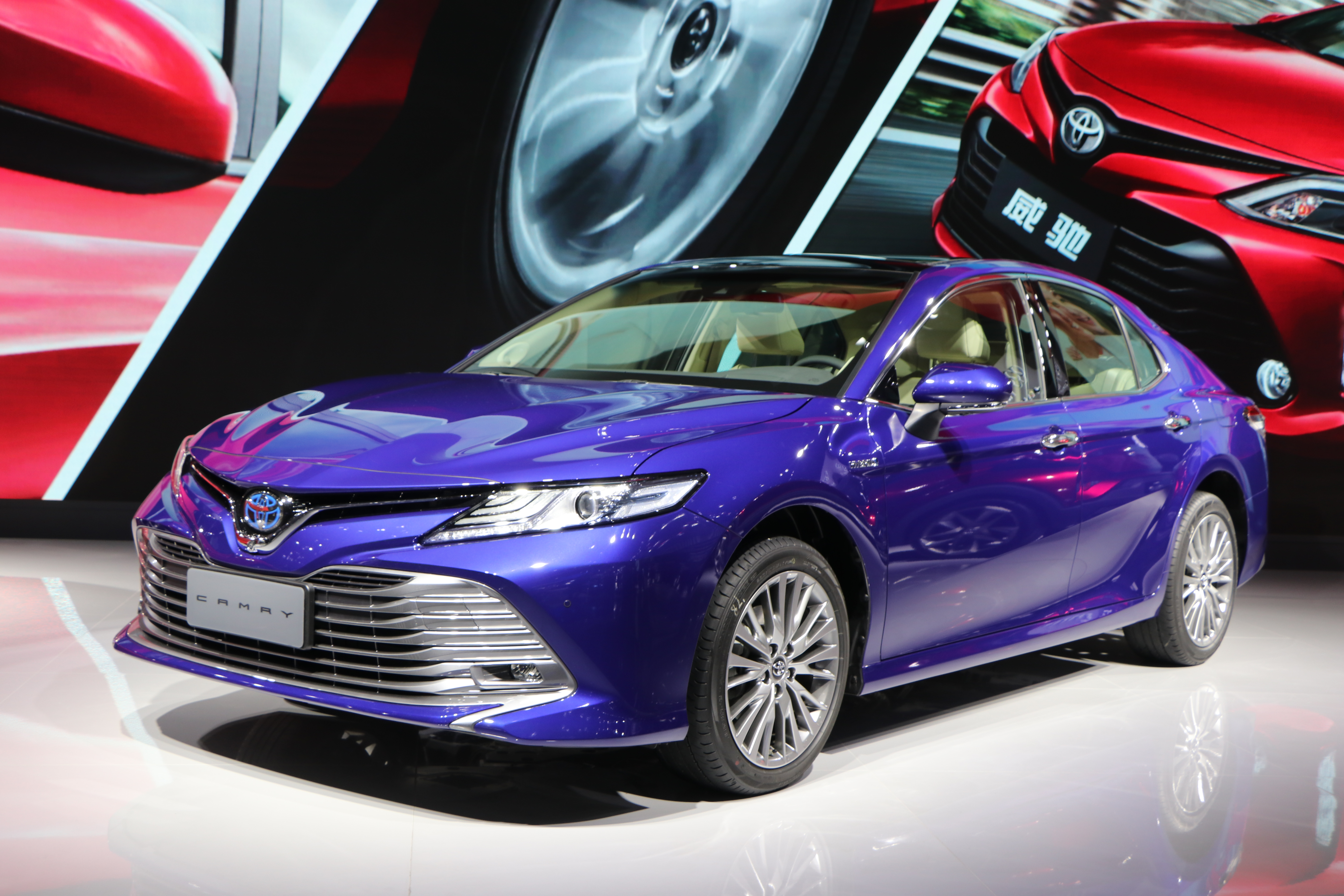
混合动力版 (广汽丰田)

### 第十一代（XV80，2023–至今）
2023年11月，新世代Toyota Camry（代號XV80）分別在美國洛杉磯車展與中國廣州車展發表該市場車款。台灣和泰汽車則在2024年媒體新春記者會中，確認將在2024年第四季引進大改款Camry（即台灣車圈第九代Camry）與小改款GR Yaris。

## 外部連結
- トヨタ カムリ｜トヨタ自動車WEBサイト （页面存档备份，存于）
- Toyota Camry（米国） （页面存档备份，存于）
- Toyota Camry Hybrid（米国） （页面存档备份，存于）
- Toyota Camry（ドイツ） （页面存档备份，存于）